# Liste des saints d'Alsace
Pour les articles homonymes, voir Liste des saints.
Les saints d'Alsace sont des personnalités dont la vie et l'histoire sont liées à l'Alsace et qui sont vénérées par l'Église catholique pour le caractère exemplaire de leur vie d'un point de vue chrétien. La région alsacienne a une riche histoire chrétienne, avec une christianisation de la région qui prend de l'ampleur dès le VIIe siècle.
Dans les listes, les saints sont classés habituellement par leurs dates de décès.

## Introduction

### La région Alsace et l'Église catholique enAlsace

#### Une région culturelle et historique
Il s'agit d'une région culturelle et historique, correspondant actuellement aux départements du Bas-Rhin et du Haut-Rhin. L'Alsace a été longtemps caractérisée par le confédéralisme, et n'a jamais connu de période d'indépendance ou d'autonomie de forme centralisatrice. Les frontières de cette région ont changé à travers l'histoire. Même si la région est déjà habitée au paléolithique et au néolithique, l'Alsace forge sa culture par le développement de la civilisation des Celtes à partir du IIe millénaire av. J.-C. (Séquanes dans le Sud, et Médiomatriques dans le Nord), puis leur mélange progressif aux peuples germaniques venus en nombre au Ier siècle av. J.-C., et enfin par la rencontre de la culture latine lors de sa conquête par les Romains en 58 av. J.-C. (victoire de Jules César à la bataille d'Ochsenfeld dans le sud de l'Alsace).

#### Des frontières politiques variables au fil de l'histoire
Les frontières politiques de la région ont souvent changé à travers les siècles. Germanique à partir de 90 av. J.-C., elle devient province romaine de Germanie supérieure, puis franque en 535, et enfin à nouveau germanique en 843, pour intégrer huit siècles durant le Saint-Empire romain germanique (870-1648). Elle est ensuite progressivement conquise par le roi de France (incursions de 1365 à 1648, cessation de la Haute-Alsace par l'Autriche au traité de Westphalie en 1648, conquête de Strasbourg en 1681, traité de Ryswick en 1697, réunion de Mulhouse à la France en 1798). Notons aussi que, dans l'histoire moderne, Belfort fut détachée de l'Alsace à partir de 1871, Montbéliard en fit brièvement partie de 1800 à 1816, et Mulhouse demeura longtemps une république autonome (1347-1798) ; de plus, dans l'histoire contemporaine, l'Alsace fut tantôt française, tantôt allemande (prusse de 1871 à 1918-1919, et allemande de 1939-1940 à 1944-1945). La collectivité territoriale de la Région Alsace est créée en 1982 à partir des deux départements du Bas-Rhin et du Haut-Rhin, et dissoute en 2016 à la faveur de la création de la plus large région Grand Est. Le 1er janvier 2021, la fusion des collectivités départementales du Bas-Rhin et du Haut-Rhin (qui continuent cependant toutes deux à exister en tant que circonscriptions administratives de l'État) donne naissance à la collectivité européenne d'Alsace (CeA).

#### Christianisation de la région
Le christianisme atteint l'Alsace dès les premiers siècles à travers l'occupation romaine de la région. Sa christianisation, qui progresse par l'inféodation de la région au royaume franc de Clovis devenu chrétien à partir de 496, va surtout prendre de l'ampleur au VIIe siècle, avec notamment l'établissement de plusieurs monastères, et se développer tout au long de la période du Saint-Empire romain germanique. Plus tard, la région sera un berceau de la Réforme protestante qui y trouvera un accueil favorable, avec une scission de la communauté chrétienne qui perdure jusqu'à aujourd'hui, entre l'Église catholique et les églises issues de la Réforme. Le religion catholique qui reste majoritaire dans la région atteindra en Alsace son apogée en termes de pratique, d'identité, de ferveur et de richesse au cours du XIXe siècle et au début du XXe siècle. Au cours de son histoire, l'Église en Alsace sera riche de belles et grandes figures de saints, et va vivre, malgré des relations avec le pouvoir temporel tantôt bienveillantes tantôt malheureuses, une riche histoire humaine et spirituelle.

#### Principaux diocèses en Alsace
Si aujourd'hui les limites de l'Alsace et du diocèse de Strasbourg coïncident, cela n'a de loin pas toujours été le cas à travers son histoire. Voici les différents diocèses qui ont eu "juridiction" spirituelle et/ou temporelle sur tout ou partie de l'Alsace au cours de son histoire, les deux principaux étant ceux de Strasbourg et de Bâle :
- Diocèse puis archidiocèse de Strasbourg : diocèse dont on trouve, avec l'évêque saint Amand, les premières traces historiques dès le IVe siècle, et dont le territoire s'étendait principalement en Basse-Alsace (la Haute-Alsace ayant principalement dépendu du diocèse de Bâle au cours de son histoire). Aujourd'hui, les frontières du diocèse de Strasbourg coïncident avec les territoires des départements du Haut-Rhin et du Bas-Rhin. Par décision du pape saint Jean-Paul II, le diocèse est élevé au rang d'archidiocèse en 1988. Sur le plan temporel, l'évêque de Strasbourg fut aussi en même temps seigneur de la Principauté épiscopale de Strasbourg (du XIIIe siècle jusqu'à sa toute fin en 1803). Luc Ravel, archevêque de Strasbourg depuis 2017 est son 106e évêque. Il est à noter aussi que pendant la plus grande partie de son histoire chrétienne, l'Ortenau, sur la rive droite du Rhin, actuellement dans le land du Bade-Wurtemberg en Allemagne et dans l'archidiocèse de Fribourg-en-Brisgau, et dont la ville principale est Offenbourg, faisait partie intégrante du diocèse de Strasbourg, jusqu'au lendemain de la Révolution française où les frontières diocésaines seront redessinées[1].
- Diocèse de Bâle : la première mention d'un évêque dans la région de Bâle date de 346, à Augusta Raurica, il se nomme Justinien et est désigné comme l'évêque des Raurarques (participant aux conciles de Sardica en 343 et de Cologne en 346). Il semble que saint Pantalus, selon la tradition, fut évêque de Bâle au Ve siècle, et martyr avec sainte Ursule et ses compagnes à Cologne. Les princes-évêques de Bâle ont un vaste territoire de juridiction temporelle et spirituelle, dont la trouée de Belfort et grande partie de la plaine du Haut-Rhin jusqu'au-delà de Colmar. L'évêque, qui résidait à Bâle, quittera la ville lors de son passage à la Réforme pour Porrentruy en 1528, puis pour Soleure qui devint le siège du diocèse en 1828. De 999 à 1802, l'évêque fut lui aussi, comme celui de Strasbourg, prince de la Principauté épiscopale de Bâle. Notons qu'en 1491, c'est l'évêque de Bâle qui authentifia l'apparition de la Vierge Marie en Alsace aux Trois-Epis, et qui y permit un culte. En 1792, une partie du territoire du diocèse est perdue à la suite de l'invasion des troupes françaises. En 1801, l'évêché de Bâle est sécularisé par le traité de Lunéville.
- Diocèse de Metz : à partir de l'époque carolingienne, l'Alsace bossue fait partie du diocèse de Metz[1]
- Diocèse de Spire : Wissembourg, dans l'extrême Nord de l'Alsace, rendue célèbre par son abbaye, fit très longuement partie du diocèse de Spire, la rivière Seltzbach traçant alors la frontière entre les diocèses de Strasbourg et de Spire[1]
- Diocèse de Saint-Dié : la région des cantons de Saales et de Schirmeck faisait partie du diocèse de Saint-Dié de 1777 à 1875, tout comme elle fut administrativement rattachée à Saint-Dié dès 1751 (intégrant le département des Vosges en 1790) jusqu'à son annexion avec l'Alsace-Lorraine en 1871 par l'Allemagne. Depuis, cette région est restée intégrée à l'Alsace et au diocèse de Strasbourg.
- Les diocèses constitutionnels ont été créés en France lors de la Révolution française par la Constitution civile du clergé qui institua dans toute la France l'Église constitutionnelle comme nouvelle église, indépendante du pape, et qui sera condamnée par le pape et l'Église catholique comme mouvement schismatique ; ces diocèses existeront de leur création le 12 juillet 1790 à leur dissolution le 15 juillet 1801 avec la signature du Concordat :
  - Diocèse constitutionnel du Haut-Rhin : avec Colmar pour siège épiscopal, il vit deux évêques constitutionnels se succéder durant son existence éphémère, Arbogast Martin (1791-1794) et Marc-Antoine Berdolet (1796-1801)
  - Diocèse constitutionnel du Bas-Rhin : avec Strasbourg pour siège épiscopal, il ne connut qu'un seul évêque constitutionnel, François-Antoine Brendel (1791-1796) qui abandonna sa charge dès 1796
- Diocèse de Belfort-Montbéliard : le diocèse fut créé le 3 novembre 1979 par détachement de l'archidiocèse de Besançon. Lors de la cessation de l'Alsace-Moselle à la Prusse en 1871, Belfort resta française et fut détachée administrativement du Haut-Rhin (aboutissant finalement à la création en 1922 du département du Territoire de Belfort) et ecclésialement du diocèse de Strasbourg (avec son intégration à l'archidiocèse de Besançon) ; ainsi Belfort vivra, en 1905, contrairement au reste de l'Alsace, l'application des lois de séparation de l'Église et de l'État et la fin du Concordat de 1801. Ainsi, Belfort, qui fut longtemps alsacienne, fit partie successivement du diocèse de Bâle et de Strasbourg, mais aussi à certaines périodes de son histoire des diocèses de Besançon, Colmar ou Vesoul, avant la création en 1979 d'un évêché propre à la région de Belfort, Montbéliard et Héricourt.

### Les saints d'Alsace
Les saints d'Alsace désignent des personnalités dont la vie et l'histoire sont liées à l'Alsace et qui sont vénérées par l'Église catholique pour le caractère exemplaire, d'un point de vue chrétien, de leur vie.
Ils sont liés à l'Alsace de manières diverses : les uns sont des fondateurs ou bienfaiteurs de l'Église de la région, d'autres sont des saints locaux dont la vertu a eu un rayonnement effectif et dont la vie exemplaire a porté du fruit de leur vivant puis dans les générations suivantes, certains sont simplement nés dans la région et considérés comme "des enfants du pays", d'autres y sont morts comme martyrs de la foi, d'autres encore n'ont pas vécu dans la région mais ont influencé l'Église en Alsace par leur culte qui s'y est développé d'une manière significative, etc.
Parmi ces personnalités, il y a celles qui ont été officiellement reconnues saintes (ou bienheureuses ou vénérables) par la procédure de canonisation de l'Église catholique (mise en place parfois plusieurs siècles après la mort de certaines), mais aussi celles qui sont des figures plus locales, moins universelles ou moins officielles, dont parfois la vie reste peu connue, mais dont il reste des traces hagiographiques, toponymiques ou historiques. Certaines aussi sont saintes par la piété populaire qui le leur a reconnu un culte local.

Voici, ci-après, une prière aux saints d'Alsace rédigée par l'abbé Théodore-François-Xavier Hunckler dans son ouvrage de 1837 sur les saints d'Alsace :

« Je vous salue, ô nobles habitants du ciel, généreux triomphateurs du monde et de ses vanités ! Du haut de vos demeures bienheureuses, où vous goûtez depuis si longtemps des délices ineffables dans le sein de Dieu, jetez vos regards sur un faible mortel qui cherche partout les traces de vos vertus et de vos triomphes ! Soyez-lui favorables et dirigez ses pas chancelants : qu'il puisse, guidé par vous, découvrir les précieux monuments des temps anciens, distinguer la vérité du mensonge, faire jaillir la lumière des ténèbres, et porter la conviction dans les cœurs chrétiens ! Vous avez autrefois édifié l'Alsace par l'héroïsme de votre conduite en combattant en vrais disciples de l’Évangile pour la belle cause de Jésus-Christ ; vous avez légué à cette province le souvenir de vos vertus. Protégez-la toujours, et obtenez par votre intercession à tous (...) ses habitants (...), la grâce d'imiter les beaux exemples que vous leur avez laissés, et d'apprendre combien il est doux et glorieux de marcher sur vos pas pour avoir un jour part à votre gloire. Soutenez surtout par vos prières celui qui ose [se confier à vous] et qui implore avec une humble confiance votre puissante protection. »

### Les saints fêtés en Alsace figurant officiellement au "propre diocésain" de l'évêché de Strasbourg
Ce sont, parmi les saints d'Alsace, ceux qui sont officiellement reconnus par l'Église catholique et à qui l'Église diocésaine de Strasbourg (dont la géographie correspond actuellement à l'Alsace) voue un culte particulier de manière officielle dans toutes les paroisses du diocèse. La promulgation du nouveau « Propre » diocésain, comprenant un lectionnaire (avec les lectures de la messe lues le jour de la fête de chaque saint) et un Missel (avec les prières de la messe dites le jour de la fête de chaque saint), a été faite par l'évêque Luc Ravel le 12 septembre 2017 au Dompeter près de Molsheim. Il est utilisé depuis le premier dimanche de l'Avent 2017 dans tout le diocèse de Strasbourg.
Les saints et bienheureux "officiels" du Propre diocésain de Strasbourg sont (dans l'ordre alphabétique) :
- Saints : Adélaïde, Adelphe, Amand, Amarin, André Bauer, Apollinaire, Arbogast, Attale, Aurélie, Benoît d'Aniane, Brigide, Charles de Foucauld, Euchaire, Eugénie, Florent, Fridolin, Gall, Lambert, Léger, Léon IX, Lucie, Ludan, Materne, Maurice et ses compagnons, Modeste Andlauer, Morand, Odile, Pierre Canisius, Pirmin, Richarde, Ulrich, Urbain Ier, Valère, Wendelin.
- Bienheureux : Alphonse-Marie Eppinger (ajoutée au propre diocésain le 9 septembre 2018 lors de sa béatification)[5], Jean-Georges Rehm.

Pour chacun des saints figurant dans le calendrier du propre diocésain, le diocèse prévoit une fêté propre un jour précis dans l'année, il existe quatre degrés différents (solennité, fête, mémoire, mémoire facultative) dans l'importance des fêtes liturgiques (précisé dans l'énumération des saints ci-après à la fin de chaque présentation des saints concernés par le propre diocésain), dont les trois derniers concernent le propre diocésain de Strasbourg :
- Fête : « deuxième degré des célébrations liturgiques, après la Solennité et avant la Mémoire ; la messe, les lectures de la messe et l’office sont propres à ce jour [...] ; à la messe des Fêtes, on chante le Gloria »[6] ;
- Mémoire : « degré de célébration liturgique qui vient après la Solennité et la Fête. Il s’agit toujours de célébrations relevant du sanctoral : non seulement la messe, mais l’office doit être célébré en l’honneur du saint ; on parle alors de « Mémoire obligatoire » »[7] ;
- Mémoire facultative : il s'agit d'une mémoire (comme indiqué ci-dessus) mais non obligatoire, la « « Mémoire facultative », [est] une célébration d’un saint de qui on peut faire mémoire à l’office, et en l’honneur de qui on peut célébrer la messe »[7].

### Communes d'Alsace dont le nom est lié à l'histoire chrétienne

#### Communes qui portent le nom d'un saint
Plusieurs communes d'Alsace portent le nom d'un saint. On trouve ainsi dans le Haut-Rhin les communes de Hunawihr (qui doit son nom à Sainte Hunne), Saint-Amarin (du nom de l'ermite martyr qui vécut en cette localité), Saint-Bernard, Saint-Cosme, Sainte-Marie-aux-Mines, Saint-Hippolyte, Saint-Louis et Saint-Ulrich ; et dans le Bas-Rhin les communes de Saint-Blaise-la-Roche, Saint-Jean-Saverne, Saint-Martin, Saint-Maurice, Saint-Nabor, Saint-Pierre et Saint-Pierre-Bois.

#### Communes dont le nom est lié à la vie chrétienne du lieu
Il existe plusieurs communes en Alsace dont le nom est lié par la tradition (ou certaines légendes parfois) à la vie d'un saint. On note par exemple, la ville de Thann, dont le nom alémanique signifie "sapin", et qu'on relie à la légende de la relique volée de saint Thiébault dont un signe fut la vision de trois sapins en feu. Par ailleurs, on retrouve d'autres villes dont la foi chrétienne du lieu est signifiée dans le nom du village comme Sainte-Croix-en-Plaine, lieu où existait un monastère et où le pape alsacien saint Léon IX fit déposer une relique de la Sainte-Croix, ou encore Sainte-Croix-aux-Mines, dont la dénomination est attribuée à tort ou à raison à l’existence d’une petite croix en pierre qui aurait été érigée au XIe siècle par les premiers habitants du village, croix qui aurait pu servir de reposoir aux moines d'Échéry qui allaient travailler dans les mines d'argent dans les alentours. On trouve aussi les communes de Heiligenberg, qui signifie "Montagne sainte", dont le nom est vraisemblablement lié à la présence en ce lieu d'une chapelle avec un autel dédié à la Sainte-Croix, avant même l'existence d'un village, ainsi qu'à l'existence d'un ermitage à proximité, ou encore Neuve-Église (Neukirch) qui se rapporte à une fondation d'un lieu de culte chrétien au XIVe siècle ou avant. Les communes d'Altkirch, Feldkirch, Helfrantzkirch, Kirchberg, Thannenkirch, Illkirch, Kirchheim, Mollkirch (qui incluent le substantif alémanique kirch signifiant église en français) correspondent dans l'ensemble à la fondation des premières églises rurales (à partir des Ve et VIe siècles). On peut noter aussi le village aujourd'hui disparu de Betbur (de beten et bauer, signifiant en français prier et paysan) dans le secteur de Marmoutier dans le Bas-Rhin, dont on signale que, jusqu'à la Révolution française, Maennolsheim fut le siège du Chapitre Rural de l'archipresbytère de Betbur qui administra 35 villages de l'évêché. Par ailleurs, les Trois-Épis, qui est un lieu-dit situé sur le banc des trois communes avoisinantes, a un nom qui provient d'une vision qu'aurait eue en 1491 un forgeron d'Orbey de la Vierge Marie tenant en main trois épis de blé signifiant l'abondance.

## Saints durant les périodes romaine (jusqu'en 378) et alémanique (jusqu'en 496)

### Premiers martyrs proches de l'Alsace, prémices du christianisme chez les Celtes de la région
Au-dessous des Médiomatriques et des Triboques qui occupent la plaine d'Alsace (dont la capitale fut l'actuelle ville de Brumath), c'est du Sud de la région que vient en premier l’Évangile, dans une région où se côtoient trois peuples celtes gaulois, les Séquanes (martyres de saints Férréol et Ferjeux, et celui de saint Germain), les Rauriques et les Helvètes (martyre de Saint Maurice).
- Saint Ferréol (mort en martyr chrétien le 10 juin 212), prêtre, avec saint Ferjeux, ils sont deux frères prêtre et diacre, morts en martyrs et apôtres des Séquaniens, premiers évangélisateurs de la région séquane et fondateurs de la première Église de Besançon ; Vers la fin du IIIe siècle, l'évêque saint Irénée de Lyon, disciple de saint Polycarpe de Smyrne, lui-même disciple de l'apôtre Jean, envoie deux évangélisateurs, le prêtre Ferréol et son frère le diacre Ferjeux (originaires d'Athènes en Grèce) fonder une communauté chrétienne à Vesontio (Besançon en latin), et évangéliser la Séquanie Gallo Romaine (correspond à la Franche-Comté actuelle, mais les celtes Séquanes s'étendent jusqu'à la Haute-Alsace) ; saints patrons de Besançon ; fêté le 16 juin
- Saint Ferjeux (mort en martyr chrétien le 10 juin 212), diacre, frère et compagnon de saint Ferréol ; fêté le 16 juin
- Saint Germain de Besançon (mort en 259 ou 372), martyrisé à Grandfontaine, près de Besançon ; en lutte contre les hérétiques de Séquanie réfugiés en la ville de Grandfontaine, il les rejoint pour les exhorter, et ceux-ci s'en emparent et massacrent ; ses reliques furent conservées à l'abbaye devenue l'abbaye Saint-Odile de Baume-les-Dames, où sainte Odile fut élevée et reçut son baptême, raison vraisemblablement pour laquelle saint Germain fut aussi vénéré en Alsace ; fêté le 11 octobre
- Saint Maurice d'Agaune (mort en 287), martyr chrétien égyptien d’ethnie nubienne, serviteur des légions romaines et mort pour sa foi dans le Valais en Suisse, au IIIe siècle ; le premier roi-saint au Nord des Alpes, saint Sigismond, Burgonde, fonde un monastère, à Saint-Maurice (Valais) sur le lieu du légendaire massacre de la légion thébaine, dans lequel il inaugure le 22 septembre 515 la louange perpétuelle de saint Maurice ; après lui, la noblesse du royaume de Bourgogne mais aussi du Saint-Empire romain germanique (depuis Henri IV) lui vouèrent un véritable culte ; fêté en Alsace (mémoire facultative) le 22 septembre[11]

### Les fondateurs de l’Église en Alsace: saints Materne, Valère et Euchaire
Pour le diocèse de Strasbourg, saints Materne, Valère et Euchaire sont officiellement les trois premiers apôtres fondateurs de l’Église en Alsace, au milieu du IVe siècle.
- Saint Materne de Cologne (mort en 325 ou 344), fondateur de l'Église en Alsace avec ses compagnons saint Euchaire et saint Valère, apôtre en Gaule et en Rhénanie au IVe s. (ou au IIe/IIIe s. ?) ; venu de Rome vers l'an 300 avec ses compagnons, il fonde un monastère à Ehl (actuelle commune de Sand), l'église du Dompeter à Avolsheim et l'église Saint-Pierre-le-Vieux à Strasbourg ; parti ensuite en Belgique, il sera le 3e évêque de Trèves après saint Euchaire et saint Valère ; il sera aussi évêque de Cologne ; Tongres, Trèves et Cologne le reconnaissent comme leur fondateur ; il aurait pris une part active au concile de Rome en 313 et au concile d'Arles en 314 ; il meurt au plus tard en 344 ; fêté en Alsace le 12 septembre[12],[13],[14],[15],[16],[11]
- Saint Euchaire de Trèves (mort en 344), compagnon de saint Materne et de saint Valère, fondateur et premier évêque du diocèse de Trèves, ; fêté en Alsace le 12 septembre[11]
- Saint Valère de Trèves (mort en 320 ou 344), compagnon de saint Materne, 2e évêque de Trèves, succédant à saint Euchaire ; fêté en Alsace le 12 septembre[11]

### Les premiers saints évêques de Strasbourg
- Saint Amand de Strasbourg, 1er évêque de Strasbourg de 346 à 359, il a participé comme évêque au Concile de Cologne en 342, dont les reliques reposent à l'église Saint-Pierre-le-Vieux de Strasbourg ; fêté en Alsace (mémoire) le 26 octobre[12],[14],[11]
- Saint Juste de Strasbourg ou Justin ou Justinien, 2e évêque de Strasbourg (vers 349 ?) ; fêté le 2 septembre[17].
- Saint Valentin de Strasbourg, 4e évêque de Strasbourg vers 430 (ou vers 540 ?) ; il est représenté à la cathédrale de Strasbourg sur les vitraux consacrés aux papes, martyrs et évêques ; fêté le 2 septembre[18].

### Les premiers saints évêques de Bâle
- Saint Pantale ou Pantalus (mort en vers 451), évêque de Bâle, martyr (la première mention d'un évêque dans la région de Bâle date de 346 à Augusta Raurica et aurait été Justinien, évêque des Raurarques ; le premier évêque de Bâle nommé en tant que tel est saint Pantalus) ; selon la tradition, il fut évêque de Bâle au Ve siècle, et aurait accompagné sainte Ursule et ses compagnes à Rome avant d'être martyrisé avec elles à leur retour à Cologne[19]

### Saints n'ayant pas vécu en Alsace mais y étant liés par leur histoire et/ou leur culte qui s'y est développé
- Saint Apollinaire de Ravenne (Ier / IIe siècle), 1er évêque de Ravenne et martyr ; on ne connaît sa vie qu'à travers une hagiographie légendaire ; il serait né à Antioche en Syrie, aurait été disciple de Pierre, et aurait été envoyé par lui de Rome à Ravenne, puis serait vraisemblablement mort martyr sous Septime Sévère ; un prieuré fondé en Alsace dans le Sundgau (à proximité de Folgensbourg, mais sur le ban communal de Michelbach-le-Haut) en 1140 par les comtes de Ferrette abrite des moines bénédictins à l'origine puis à partir de 1238 des religieuses bénédictines, qui deviendront finalement cisterciennes lorsque le monastère est transféré par l'évêque de Bâle à l'abbaye de Wettingen en 1252 puis rattaché aux cisterciens de Lucelle en 1253, sera mis sous la protection de saint Apollinaire par les moines cisterciens qui viendront s'y installer XIIIe siècle ; l'église du prieuré Saint-Apollinaire deviendra un lieu de pèlerinage très fréquenté (il est très probable que les moines aient pu obtenir une relique du saint, car l'abbaye cistercienne de Salem, fille de celle de Lucelle, possède des reliques de ce saint depuis 1149), ce qui contribua amplement à répandre son culte dans la région (l'abbaye n'existe plus, le reste du domaine vendu comme bien national à la Révolution française abrite aujourd'hui un golf[20]) ; fêté en Alsace (mémoire facultative) le 20 juillet[11],[21],[22],[23]
- Saintes Sophie de Rome et ses filles Pistis (ou sainte Foy), Elpis et Agapi (mortes en 137 ou 303) selon la tradition, martyres à Rome (les noms semblent légendaires, en effet la mère serait la Sagesse, et les filles la Foi, l'Espérance et la Charité) ; certaines de leurs reliques furent rapportées le 10 mai 777 par Rémi de Strasbourg en Alsace au Couvent d'Eschau près de Strasbourg, et leur culte s'est répandu dans la région et y est resté très vivace ; le convent d'Eschau qui conserve les reliques des quatre saintes depuis plus de 1 200 ans devint ensuite l'abbaye Sainte-Sophie avant de devenir l'abbatiale de Saint-Trophime d'Eschau, a dont l'église existe toujours dans le village actuel d'Eschau; ée le 25 mai en Occident ou le 17 septembre en Orient ou le 15 mai en Alsace et en Allemagne
- Saint Urbain Ier (mort le 23 mai 230), 17e pape de 222 à 230 ; sa figure est souvent associée à la légende de sainte Cécile qu'il convertit au christianisme avec son époux Valérien, tous deux martyrs condamnés à mort au Trastevere à Rome, où Urbain Ier fit construire l'église sainte-Cécile ; il fut inhumé probablement à la catacombe saint-Calixte de Rome ; une partie de ses reliques fut donnée à Charles le Chauve, roi de France, par le pape Nicolas Ier, en 862, et finirent à Auxerre, où Urbain devint le patron des vignerons, légende populaire qui fit se répandre le culte d'Urbain comme patron des vendanges, notamment en Alsace (région viticole) et dans les pays germaniques ; fêté en Alsace (mémoire facultative) le 25 mai[11]
- Sainte Lucie de Syracuse (vers 283 - 303 ou 304 ou 310), vierge et martyre sous Dioclétien ; son nom figure dans le canon de la messe et dans la litanie des saints de l'Église catholique ; son culte devenu très populaire avec des célébrations de Sainte-Lucie ou Sainte-Lumière (habituellement le 13 décembre, sauf en Alsace où elle est reportée au 15 décembre car la date est déjà prise par la fête de sa patronne sainte Odile), il s'est également développé à Metz après qu'une partie de ses reliques fut rapportée en l'église Saint-Vincent ; en Alsace, la célébration de la fête de sainte Lucie qui avait lieu le 23 décembre avant la réforme du calendrier grégorien en 1582, a probablement entraîné son incorporation dans le folklore de Noël à travers le personnage du Christkindel : deux personnages accompagnent la visite du Saint Nicolas, d'une part le Père Fouettard (Hans Trapp, qui selon la légende représenterait le chevalier Hans von Trotha, qui fait la liste des mauvaises actions passées de l'enfant), et d'autre part le Christkindel (une femme vêtue de blanc et qui porte une chandelle, qui liste les bonnes actions de l'enfant); les deux débattant afin de décider si l'enfant est puni ou récompensé par des cadeaux ; fêtée en Alsace (mémoire) le 15 décembre[11]
- Saint Lazare d'Aix, (mort le 31 août 441) ; 1er évêque du diocèse d'Aix-en-Provence au Ve siècle, nommé par l'empereur usurpateur romain Constantin III ; il se serait rendu à Jérusalem et, à son retour, aurait répandu le culte de son saint patron Lazare dans toute la Provence ; contrariés par son succès, les évêques de la région l'auraient forcé à démissionner, et, devant leur hostilité, aurait décidé de se retirer à l'Abbaye Saint-Victor de Marseille où il meurt le 31 août 441 ; enseveli dans la crypte du monastère, ses reliques seront partagées entre la cathédrale Saint-Lazare de Autun en Bourgogne, la cathédrale Sainte-Marie-Majeure de Marseille et la crypte de l'ancienne abbaye Sainte-Richarde, à Andlau en Alsace ; fêté le 31 août[24]
- Saint Adelphe de Metz, 10e évêque de Metz, au Ve siècle ; au IXe siècle, sous le roi Louis le Pieux (fils de Charlemagne) et l’évêque Drogon (fils naturel illégitime de Charlemagne, 40e évêque de Metz), les reliques de saint Adelphe furent confiées à l’abbaye de Neuwiller-lès-Saverne, en Alsace, où elles furent à l’origine d’un pèlerinage célèbre ; fêté en Alsace (mémoire facultative) le 30 août[11]

## Saints médiévaux durant la période mérovingienne (496-751)

### Saints ayant vécu tout ou partie de leur vie en Alsace
- Saint Fridolin de Säckingen (né en Irlande - mort vers 540), moine missionnaire, apôtre de l'Alémanie, apôtre de l'Alsace, abbé de Saint-Hilaire à Poitiers, il vient fonder une église et un monastère à Säckingen sur le Rhin près de Bâle, et en devient abbé ; saint patron du canton suisse de Glaris qu'il convertit au christianisme ; il est distingué par ses travaux apostoliques en Alsace, et on lui reconnaît la fondation d'une église à Strasbourg ; fêté en Alsace (mémoire facultative) le 6 mars[11]
- Saint Colomban de Luxeuil (543 à Navan - 21 novembre 614 ou 615 à Bobbio en Italie) moine fondateur de l'abbaye de Luxeuil vers 590 sur le versant occidental des Vosges, moine itinérant, il longea l'Alsace en remontant le Rhin avec ses compagnons entre 610 et 615 (les nécessités l'obligeant à faire des haltes plus ou moins prolongées aux ports de Seltz, de Strasbourg, de Brisach et de Kembs, avant de rejoindre Augst en amont de Bâle) ; si le moine missionnaire cherchait à convertir les Alamans païens qu’il côtoyait, il n’établissait pas de monastère dans les régions qu’il traversait ; il laissa son compagnon Gall à l’endroit où devait s’élever plus tard l’abbaye de ce nom[25],[26] ; fêté le 23 novembre
- Saint Léobard (mort vers 618), abbé, moine irlandais de Bangor, disciple de saint Colomban, il rejoint le monastère de Luxeuil en Bourgogne, avant de fonder en Alsace vers 589 avec d'autres moines irlandais l'abbaye de Marmoutier dont il devint le premier abbé ; fêté le 24 février
- Saint Dèle ou Déicole (mort vers 625), abbé, né en Irlande, disciple de saint Colomban, fondateur de l'abbaye de Lure qui sera rattachée plus tard à l'abbaye de Murbach, puis de l'abbaye de Luxeuil ; fêté le 19 janvier
- Saint Ursan ou Ursanne ou Ursicin (mort en 625), ermite, et confesseur principalement dans le Jura suisse ; originaire d'Irlande (ou du pays de Galles ?), disciple de saint Colomban, avec qui il serait venu s'installer à Luxeuil, où ils fondent une abbaye d'où seraient sortis plus tard saint Germain et saint Randoald ; on retrouve sa trace à Tuggen, à Bregenz puis sur les bords du lac de Bienne (vers 612) ; vers 620, il aurait fonder un ermitage devenu petit monastère dans le Jura suisse, qui donna naissance au village de Saint-Ursanne, à quelques pas de l'actuelle frontière alsacienne ; ceci confirme son passage certain dans la Haute-Alsace au cours de ses missions dans la région entre Luxeuil, Metz où il serait allé avec son maître, et le Jura suisse où il finit sa vie ; fêté le 20 décembre[27],[28]
- Saint Gall (vers 550 - 16 octobre 646), né en Irlande, abbé, missionnaire, fondateur de l'abbaye de Saint-Gall en Suisse ; il fait partie des douze moines choisis par saint Colomban pour aller évangéliser en Gaule, le suivant dans ses déplacements missionnaires, il participe à la fondation du monastère de Luxeuil ; Gall, malade, doit rester dans les Alpes, aux environs de Bregenz, au bord du lac de Constance, et laisser sa communauté poursuivre sa route ; à sa guérison, il bâtit des cellules en terre et branchages, qui deviendront plus tard l'abbaye de Saint-Gall ; fêté en Alsace (mémoire facultative) le 16 octobre[11]
- Saint Didier de Rennes ou Dizier (mort en 670), évêque de Rennes, martyr dans un village situé dans l'actuel Territoire de Belfort (faisant anciennement partie du Haut-Rhin et du diocèse de Bâle puis de Strasbourg jusqu'avant 1871) ; Didier se serait arrêté à un oratoire dédié à saint Marin sur sa route pour y célébrer la messe, avec son compagnon saint Rainfroi, et c'est là qu'ils auraient été assassinés par des brigands à l'emplacement actuel de Croix ; vers 736, le comte Eberhard, fils du duc d'Alsace, fait don à l'abbaye de Murbach (créée en 728) de la villa Datira (Delle) ainsi que l'église où se trouve le corps de Dizier (une église existait donc déjà à l'époque mérovingienne et le tombeau de Dizier faisait l'objet de pèlerinages importants où étaient amenés les malades mentaux) ; l’événement a donné son nom à la commune de Saint-Dizier-l'Evêque ; fêté le 18 septembre
- Saint Regenfroid ou Reginfraoid ou Reginfroid ou Reinfroi ou Rainfroid ou Rainfroy (mort en 670), diacre, martyr avec son évêque saint Didier de Rennes ; fêté le 18 septembre
- Saint Arbogast (mort vers 675), 13e (ou 19e ?) évêque de Strasbourg, et premier évêque franc de Strasbourg[29], et saint patron du diocèse, ermite dans la forêt de Haguenau avec plusieurs disciples, nommé évêque de Strasbourg par le roi Dagobert II vers 660 dont il guérit le fils, le roi lui donna le château et le domaine de Rouffach ; il fonde en particulier l'église Notre-Dame, la première cathédrale de Strasbourg[29] ; fêté en Alsace (fête) le 21 juillet[12],[11]
- Saint Prix, martyr (début VIIe siècle - 25 janvier 676) ; né en Auvergne, évêque de Clermont, venu dans les Vosges visiter le saint abbé Amarin pour prier pour lui dans sa maladie, il est assassiné avec Amarin à son retour vers Volvic ; fêté le 27 janvier[3]
- Saint Amarin ou Marin, martyr (début VIIe siècle - 25 janvier 676) ; abbé, fondateur d'un ermitage dans la Vallée de Thann, dans un lieu appelé Doroangus, près de l'actuel commune de Saint-Amarin, martyr avec Saint Prix ; fêté en Alsace (mémoire facultative) le 27 janvier[3],[11]
- Saint Léger d'Autun ou Léodegard ou Leudgari (vers 615 - 2 octobre 677 ou 678 ou 679), évêque d'Autun et martyr, d'origine germanique, noble d'une riche famille des bords du Rhin en Austrasie, oncle de Berswinde la mère de sainte Odile ; frère de Guérin qui sera évêque de Poitiers et puissant seigneur de Bourgogne (son frère mourra martyr en même temps que lui) ; diacre puis archidiacre au diocèse de Poitiers, il devient moine en 650 puis abbé 653 à l'abbaye de Saint-Maixent, avant de rejoindre la cour mérovingienne en 656 appelé par la régente Bathilde veuve de Clovis II ; avec Bathilde, il fait abolir l'esclavage des populations gauloises ; il est nommé évêque d'Autun en 659 (ou 663) ; exilé par le roi au monastère de Luxeuil, il rentre en 675 à la mort du roi, mais est aussitôt assiégé à Autun par ses opposants en 676 ; il meurt assassiné ; ses reliques sont ramenées au monastère de Saint-Maixent près de Poitiers ; proclamé saint par un Concile d'évêques en 681, pour des raisons politiques[30] : en effet, l'Église cherchait à exploiter l'exemplarité du défenseur de ses droits contre le pouvoir royal ; sa renommée se développe rapidement et fait de lui l'un des saints les plus populaires du Moyen Âge ; en Alsace, région de sainte Odile sa parente, l'importante abbaye de Murbach et l'abbaye de Masevaux lui sont dédiées, ainsi que de nombreuses églises ; fêté en Alsace l(mémoire facultative) le 5 octobre[11]
- Saint Dié ou Déodat (début VIIe siècle - 679), apôtre des Vosges, évêque de Nevers, disciple d'Arbogast, fondateur de l'abbaye d'Ebersmunster vers 675, d'un ermitage sur la commune du Bonhomme puis du monastère de Jointures qui prendra le nom de Saint-Dié, meurt en 679[12]
- Sainte Hunne (vers 620 - 679), (cousine de sainte Odile ? ou descendante de saint Sigismond roi de Burgondie ?) mariée à un pieux seigneur alsacien nommé Hunon dont le château est à 1 km au sud de Ribeauvillé, mère d'un fils nommé Dieudonné qui fut baptisé par saint Dié et qui entrera à l'abbaye d'Ebersmunster, puis veuve et sans autre enfant, elle partagera ses biens avec les malheureux, surnommée la "sainte Lavandière" son dévouement allant jusqu'au lavement des vêtements de ceux-ci, bienfaitrice de saint Dié, morte en 679 à Hunawihr, canonisée par Léon X le 15 avril 1520[31],[32]
- Saint Kilian de Wurtzbourg ou Kilien (mort en 689), moine d'origine irlandaise, il serait venu en Thuringe avec onze compagnons, où il devint évêque de Wurzbourg ; il convertit le duc de Thuringe, puis meurt martyr assassiné par la belle-sœur du duc avec qui il vivait en union illégitime et qui devint furieuse lorsque le duc la quitta au nom de sa foi et à la demande du saint ; il aurait évangélisé également l'Alsace et la Lorraine, et la paroisse de Dingsheim dans le Bas-Rhin en fait mémoire en lui dédiant son église[33]
- Saint Landelin (VIIe siècle), moine irlandais, venu en France pour évangéliser ; il vint en Alsace puis passa le Rhin pour s'établir en solitaire dans un ermitage à Ettenheimmünster en Allemagne, où il mourra martyr ; il fut assassiné par un chasseur qui le tenait pour sorcier : le martyre de saint Landelin fut vénéré très vite après sa mort et l'évêque Heddon de Strasbourg aurait fait ériger à cet endroit une abbaye, auquel il fit d'ailleurs don de vignes qui lui appartenaient, alors devenues vignes du Clos Saint Landelin, un domaine viticole qui existe toujours à Rouffach (12 ha dans la partie Sud du Grand cru Vorbourg), et dont l'acte de vente mentionnait "des vignes choisies parmi les meilleurs d'Alsace"[34],[35] ; fêté le 21 septembre[36]
- Saint Florent de Strasbourg ou Florentin ou en latin Florentinus (mort en vers 693), né en Irlande, devient ermite dans la vallée de la Bruche, il soigne la fille du roi Dagobert et reçoit un territoire du roi où sera fondée la collégiale de Niederhaslach (ancienne abbaye Saint-Florent de Haslach) ; 14e évêque de Strasbourg de 678 à 693, fondateur de l'église Saint Thomas de Strasbourg ; ses reliques reposent à Niederhaslach ; fêté en Alsace (mémoire) le 7 novembre[12],[14],[11]
- Sainte Attale (687 - 718 ou 741), vierge, sainte patronne de Strasbourg, nièce de sainte Odile, sœur de sainte Eugénie et sainte Gundelinde, religieuse pendant plusieurs années au monastère de Hohenbourg créé par sa tante, elle devient abbesse du couvent Saint Étienne construit par son père à Strasbourg, et y vécut une vie de prière et d'humilité jusqu'à sa mort en 718 ; une relique de sa main est toujours conservée dans l'église de l'actuel collège épiscopal Saint Étienne construit à l'emplacement du monastère ; fêtée en Alsace le 25 septembre[14],[11]
- Sainte Odile de Hohenbourg (662-720), sainte patronne de l'Alsace ; fille du duc Etichon-Aldalric d'Alsace ; fondatrice d'un monastère dans la forteresse de Hohenbourg (actuel Mont Sainte-Odile), puis du monastère à Niedermunster au pied de la montagne ; née aveugle, rejetée par son père, élevée par des religieuse, elle aurait retrouvé la vue lors de son baptême ; elle est canonisée au XIe siècle par le pape Léon IX, et proclamée patronne de l'Alsace par le pape Pie XII en 1946 ; fêtée en Alsace (fête) le 13 décembre[12],[14], avec une seconde fête en Alsace (mémoire) pour la translation de ses reliques, le 7 juillet)[11]
- Sainte Roswinde ou Roswinda, vierge, dernière des six enfants du duc d'Alsace, Etichon-Aldalric d'Alsace, elle imite pieusement sa grande sœur sainte Odile en se consacrant à Dieu dans le même monastère d'Hohenbourg
- Sainte Eugénie d'Alsace ou Eugénie de Hohenbourg (morte le 16 septembre 735), vierge, abbesse de Hohenbourg de 721 à 735, nièce de sainte Odile, sœur de sainte Attale et sainte Gundelinde ; fêtée en Alsace le 25 septembre[14],[11]
- Sainte Gundelinde de Niedermünster Gundelina (en) (vers 692 – vers 740 ou 750), fille du duc Adalbert d'Alsace, nièce de sainte Odile, sœur de sainte Attale et sainte Eugénie, première abbesse de Niedermunster en 723 après sa tante Odile ; ses reliques sont conservées en plusieurs endroits : dans l'église paroissiale de Saint-Nabor, dans l'église du collège de Molsheim, dans l'abbaye de Nord-Dame des Ermites d'Einsiedeln en Suisse[37],[38] ; fêtée le 28 mars[39],[40]
- Saint Sigebaud ou Sigebald (mort vers 741) ; 34e (ou 36e ?) évêque de Metz entre 716 et 741 ; on lui attribue la restauration du monastère Saint-Nabor appelé plus tard Saint-Avold en Lorraine, et la création vers 730 de l'abbatiale bénédictine Saints-Pierre-et-Paul de Neuwiller-lès-Saverne en Alsace[41]
- Sainte Eimhilde de Niedermünster ou Einhilde ou Einhildis, vierge, troisième abbesse de Niedermunster après sainte Odile et sainte Gundelinde[38]
- Saint Pirmin (vers 670 - 3 novembre 753 à l'abbaye de Hornbach), évêque, évangélisateur de la région du lac de Constance et fondateur de l'abbaye de Reichenau ; appelé en Alsace par le comte Eberhard, neveu de sainte Odile, il y fonde l'abbaye de Murbach, avant de fonder ensuite l'abbaye de Hornbach[42] en Lorraine ; fêté en Alsace (mémoire facultative) le 3 novembre[12],[14],[11]
- Saint Achéric de Belmont (mort en 758 ou au IXe siècle ou au Xe siècle ?), avec son compagnon saint Guillaume de Belmont, ils sont deux gentilshommes dégoûtés de la vie mondaine, qui devinrent ermites dans le val d'Argent dans les Vosges ; ils bâtirent un petit ermitage près de l'église de Belmont pour y trouver Dieu dans la solitude ; après leurs morts, un pèlerinage vit le jour, qui donna naissance au village d'Echery (qui fait référence à Achéric[43]), qui fait aujourd'hui partie de Sainte-Marie-aux-Mines et dont l'église fut consacrée jadis à saint Guillaume (plus tard reconsacrée à saint Pierre) en mémoire de l'ermite qui y vécut[44],[45] ; fêté le 3 novembre
- Saint Guillaume de Belmont (mort en 758), avec son compagnon saint Achéric de Belmont, ils furent ermites dans le val d'Argent dans les Vosges où ils bâtirent un petit ermitage près de l'église de Belmont, où un pèlerinage sur la tombe des saints donnera naissance au village d'Echery (qui fait référence à Achéric[43]), et dont l'église fut consacrée à saint Guillaume (plus tard reconsacrée à saint Pierre) en mémoire de l'ermite qui y vécut[44],[45] ; fêté le 3 novembre

### Saints n'ayant pas vécu en Alsace mais y étant liés par leur histoire et/ou leur culte qui s'y est développé
- Saint Léonard de Noblat ou Léonard de Limoges ou Leonardus, ermite en Limousin ; Franc légendaire qui aurait vécu à la cour de Clovis et fut converti au christianisme par saint Rémi en 496 en même temps que Clovis ; fondateur d'un monastère sur l'actuel site de Saint-Léonard-de-Noblat ; son culte fut établi en Alsace vers le XIe siècle, et lui fut dédiée une abbaye bénédictine à Obernai en 1109, sécularisée en 1215 par l'archevêque de Mayence Sigefroi II sous la condition que les chanoines de cette collégiale seraient sous la dépendance du grand-prévôt de la cathédrale de Strasbourg, ce qui fut le cas jusqu'à la Révolution française ; fêté le 6 novembre
- Saint Sigismond (mort le 1er mai 524), roi de Bourgogne et martyr, premier roi-saint au Nord des Alpes ; attaché à l'arianisme par sa famille, il se convertit au credo de Nicée entre 502 et 506 sous l'influence d'Avit, évêque de Vienne ; fonde un monastère, à Saint-Maurice (Valais) sur le lieu du légendaire massacre de la légion thébaine, dans lequel il inaugure le 22 septembre 515 la louange perpétuelle de saint Maurice ; il convoque un concile à Agaune (30 avril – 15 mai 516) et fait adopter une nouvelle constitution pour les moines qui les affranchit du travail manuel mais leur impose de chanter l'office de manière ininterrompue, le fameux Laus perennis, la psalmodie perpétuelle, qui fait l'originalité et la célébrité de l'abbaye ; il fait disparaître l'arianisme de son royaume, et convoque dans ce but le concile d'Épaone en 517 ; il a trois enfants dont une fille mariée à Leudesius, maire du palais de Neustrie et qui seront les parents d’Etichon, premier duc d'Alsace, père de sainte Odile ; mis au rang des saints à cause de son repentir, de sa fin malheureuse et surtout de ses riches dons aux églises ; fêté le 1er mai[46]
- Sainte Brigitte d'Irlande ou Brigide de Kidare (451-525), vierge et abbesse ; fille d'un roi païen et d'une esclave chrétienne, vierge, fit profession entre les mains de saint Melde, disciple de saint Patrick. Elle fonda un couvent autour duquel se forma la ville de Kidare, adoptant la règle de saint Césaire (vers 513), premier monastère double d'Europe regroupant des moines et des moniales ; elle y mourut au début du VIe siècle et fut enterrée à Downpatrick avec les saints Patrick et Colomba d'Iona, les deux autres saints patrons de l'Irlande ; venant d'Irlande, les chanoines de Saint-Michel missionnaires en Alsace apportèrent avec eux les reliques de sainte Brigide qui sont conservées à l'église Saint-Pierre-le-Vieux de Strasbourg (saint Colomban de Luxeuil et ses disciples introduisirent son culte dans l'Est de la France et en Germanie) ; en Alsace, les églises de Mittelwihr et Berrwiller lui sont dédiées, l'église Saint-Gall d'Ittenheim lui était autrefois aussi dédiée ; fêtée en Alsace (mémoire facultative) le 1er février[11]
- Sainte Clotilde (474 ou 475 - 524), épouse de Clovis Ier, reine de France ; selon la tradition alsacienne, le château de Frankenbourg aurait été construit par Clovis le roi des Francs au Ve siècle lorsqu'il fit la conquête de l'Alsace, et c'est au cours de la bataille de Tolbiac contre les Alamans, que certains historiens situent dans le Kochersberg au nord-ouest de Strasbourg, que Clovis avait promis à sa femme chrétienne Clotilde qu'il se convertirait au Dieu des Chrétiens si celui-ci lui accordait la victoire ; la tradition alsacienne veut que cette promesse eût été prononcée au château de Frankenbourg, et que ce soit dans la chapelle de ce château que l'épouse de Clovis y aurait prié pendant la bataille de Tolbiac pour obtenir la victoire et la conversion de son mari ; fêtée le 4 juin
- Saint Imier ou Himier (mort en 610), originaire de Porrentruy dans le Jura suisse, à la croisée des diocèses historiques de Bâle et Besançon, confesseur, ermite dans la vallée de Suze en Suisse, vallée qui depuis a pris son nom, le Val-Saint-Imier[47] ; l'ermite rayonna et eut des disciples tout autour de lui, côtés suisse, alsacien, et franc-comtois ; les communes de Saint-Imier près de Porrentruy en Suisse, de Saint-Ismier près de Grenoble et de Saint-Hymer en Normandie, se sont mises sous son patronage ; fêté le 12 novembre
- Saint Nicet de Besançon ou Nizier (mort en 613), archevêque de Besançon de 590 à 611 ou 613 ; c'est lui fit rétablir le siège épiscopal à Besançon après la destruction de la ville par Attila ; il bénit également l'abbaye de Luxeuil que venait de fonder saint Colomban ; il accueillit également saint Colomban lorsqu'il fut chassé par la reine Brunhaut, et était aussi en relation avec le pape saint Grégoire le Grand ; c'est par son lien privilégié avec saint Colomban et son implication dans les fondations de ce dernier que saint Nicet fut aussi connut jusqu'en Alsace ; fêté le 31 janvier[48]
- Saint Wendelin ou en latin Wendelinus (554-617), ermite, saint populaire et mystérieux ; originaire d’Écosse, il passe à Rome avant d'arriver en Allemagne, où il vit chez les bénédictins de Trèves et devient selon la légende, l'abbé de Tholey dans les années597 et meurt en 617 ; son culte s'est largement répandu en Alsace, plusieurs chapelles lui sont consacrées ; fêté en Alsace (mémoire facultative) le 20 octobre[11]
- Saint Sigebert III ou Sigisbert (mort le 1er février 656), roi d'Austrasie ; fils du roi de France Dagobert Ier ; son père Dagobert avait envoyé en exil saint Amand évêque de Maëstrich et/ou de Strasbourg, ce dernier lui ayant reproché ses mœurs dissolues, mais Dagobert se repentit et changea de vie à la naissance de son fils qu'il vit comme une grâce de Dieu ; saint Amand baptisa alors saint Sigisbert III ; il fut très généreux envers les cathédrales de Metz et de Strasbourg et plusieurs autres églises de la région, et on lui attribue la fondation d'une douzaine de monastères ; il mourut à seulement 25 ans, et fut enterré à l'abbaye Saint-Martin de Metz, et son corps fut trouvé sans corruption en 1063 puis ses reliques transférées à Nancy en 1552 ; l'Alsace lui est reconnaissante pour son soutien envers son Église ; fêté le 1er février[49]
- Saint Germain ou Germanus (mort le 21 février 662 ou 666), abbé de Granfels, martyr ; fils d'un riche sénateur de Trèves, à l'âge de 17 ans, il distribua son patrimoine aux pauvres, et alla vivre sous la conduite de saint Arnoul à l'ermitage de Remiremont, puis ira plus tard au monastère de Luxeuil alors gouverné par saint Walbert, après quoi il fut envoyé diriger le monastère de Granfels ou Granval qui venait d'être fondé dans une vallée du diocèse de Bâle, mais qui faisait partie du duché d'Alsace ; il fut aussi chargé encore de la conduite des deux autres monastères de Werd et de Saint-Ursanne ; touché par les violences qu'exerçait sur le peuple de la vallée et des environ le duc Boniface et son successeur de Gondon, il se permit de faire des remontrances à ce seigneur, ce qui lui valut de mourir martyr ; fêté le 21 février
- Saint Randault ou Randolus (mort le 21 février 662 ou 666), prieur du monastère de Granfels dirigé par saint Germain, et martyr avec ce dernier ; fêté le 21 février
- Saint Dagobert II (vers 652 - 23 décembre 679), roi mérovingien d'Austrasie, fils de saint Sigebert III, roi d'Austrasie, oncle maternel de sainte Odile d'Alsace, il est exilé dans un monastère en 656 avant d'être rappelé à la responsabilité royale ; il fut assassiné en 679 par Ebroïn, maître du palais royal, puis enterré à Sténay dans l'église Saint-Dagobert[50] ; martyr ; une tradition locale rapporte qu'en 872, une épitaphe du défunt roi fut découverte dans l'autel de l'église Saint-Rémi de Sténay, il s'ensuit que, le 10 septembre 872, il est canonisé et l'église de Sténay lui est dédiée ; fêté le 23 décembre
- Saint Claude de Besançon (607-699), militaire devenu moine au monastère de Condat (devenu abbaye saint-Claude) dans le Jura, puis élu archevêque de Besançon ; renonçant à sa charge d'évêque après 7 ans, il devint pendant 50 ans abbé de Saint-Oyend-de-Joux (du nom d'Oyend son 4e abbé) dont il contribua au développement et au rayonnement ; 500 ans après sa mort, grâce à la conservation intacte de son corps, de nombreux pèlerins sont venus et les miracles s'y seraient multipliés à l'abbaye (le roi Louis XI, sainte Jeanne de Chantal et saint François de Sales s'y sont rendus), le corps étant exposé au peuple deux fois chaque jour, c'est ainsi que le culte du saint s'est répandu jusqu'en Alsace ; du corps brûlé par les révolutionnaire en 1794, il ne reste qu'un avant-bras conservé aujourd'hui dans la cathédrale de Saint-Claude ; fêté le 6 juin[51],[52],[53]
- Saint Lambert de Maastricht ou Lambert de Liège ou Lambert de Tongres (636 à Maastricht - vers 705 ou 708 à Liège), évêque et martyr, évangélisateur du diocèse de Tongres-Maastricht ; il meurt assassiné, la cathédrale Notre-Dame-et-Saint-Lambert de Liège fut construite sur les lieux de son martyre ; une église est dédiée au saint à Vendenheim en Alsace ; fêté en Alsace (mémoire facultative) le 17 septembre[11],[54]
- Saint Hydulphe de Moyenmoutier (612 - 11 juillet 707), chorévêque de Trèves, il quitta cette ville pour se retirer en ermite dans les Vosges, et y fonder de l'abbaye de Moyenmoutier en 671 (abbaye sous juridiction des rois d'Austrasie, puis de Charlemagne et enfin des ducs de Lorraine, fermée en 1792) ; après la guérison miraculeuse de sainte Odile pour laquelle il pria avec saint Erhard, il envoya des frères fonder l'abbaye Saint-Pierre à l'actuel emplacement de Saint-Pierre-Bois, sur des terres reçues en reconnaissance du duc d'Alsace, père de sainte Odile ; fêté le 11 juillet[55]
- Saint Erhard de Ratisbonne (mort en 707), d'origine irlandaise, évêque de Ratisbonne et ami (ou frère) de saint Hydulphe ; selon la légende, en visite dans les Vosges chez son frère ermite, il reçut une vision en prière qui lui ordonna de se rendre au Couvent de Palma (aujourd'hui abbaye Sainte-Odile de Beaume-les-Dames) ; les deux prélats y trouvèrent la jeune Odile, fille d'Etichon-Adalric d'Alsace, rejetée par son père, cachée ici par sa mère dont la tante était l'abbesse du couvent ; ils catéchisent et baptisent Odile qui, aveugle de naissance, par une "grâce particulière du ciel, et par la prière des évêques, reçut à la fois la lumière de l'esprit et celle du corps au baptême", et recouvra la vue au moment où l'huile sainte toucha ses yeux ; à la suite de cette guérison miraculeuse, son père, qui l'avait rejetée dès sa naissance, lui permit de se retirer sur un haute montagne où elle bâtit un monastère (abbaye de Hohenbourg au mont Sainte-Odile fondée en 680), et donna aussi de grands biens en Alsace à l'abbaye de Moyenmoutier, entre autres des terres autour de Thavillé, où saint Hydulphe envoya des religieux pour y fonder une abbaye dédiée à saint Pierre (à l'emplacement de l'église actuelle de Saint-Pierre-Bois) ; canonisé le 7 octobre 1052 par saint Léon IX ; fêté le 8 janvier
- Sainte Irmine d'Oeren (née à Trèves, morte entre 704 et 710), fille du roi saint Dagobert II, petite-fille du roi Dagobert, épouse d'Hugobert, mère de cinq enfants, veuve en 697/698 ; bienfaitrice et cofondatrice en 697 avec saint Willibord de l'abbaye d'Echternacht ; elle devient abbesse d'Oeren près de Trèves en 698 ; après sa mort, ses reliques auraient été transférées à l'abbaye de Wissembourg[56],[57]
- Saint Boniface de Mayence (mort en 754), bénédictin anglo-saxon, ordonné prêtre en 710, venu en Frise en 716, apôtre de l'Allemagne, grand évangélisateur notamment en Hesse, en Thuringe et en Bavière, compagnon de saint Willebord, consacré évêque de Mayence en 722, fondateur de nombreux évêchés, mort martyr assassiné en Frise par des païens ; fêté le 5 juin[58]
- Saint Othmar de Saint-Gall (vers 690 - 16 novembre 759) ; moine, ermite, du VIIIe siècle, considéré comme le second fondateur de l'abbaye de Saint-Gall, il est canonisé en 864 ; il aurait laissé son nom à la ville de Ottmarsheim où sera fondé plus tard un monastère par les Habsbourg, territoire où Othmar aurait eu des possessions
- Saint Gemus, moine à l'abbaye Saint-Hydulphe de Moyenmoutier ; une relique du saint est conservée à l'abbaye de Moyenmoutier[59] ; fêté le 19 mars[60],[61]

## Saints médiévaux durant la période carolingienne (751-870)

### Saints ayant vécu tout ou partie de leur vie en Alsace
- Bienheureux Rémi de Strasbourg ou Remigius (mort le 20 mars 783), bienheureux, neveu de sainte Odile, sous le règne de Charlemagne ; orphelin, il aurait grandi dans l'abbaye de Munster en Alsace avant d'en devenir lui-même l'abbé ; il renonce à sa charge d'abbé en 768 pour fonder sa propre abbaye en 770 sur l'île d'Eschau : il fonda l'ancienne abbaye Sainte-Sophie d'Eschau et l'église Saint-Trophime d'Eschau ; à la mort d'Heddon son cousin survenue le 8 mars 776, il devient 28e (ou 24e ?) évêque de Strasbourg ; fêté le 20 mars[62],[63]
- Saint Fulrad ou Fulrade (vers 710 en Alsace[64] ? – 16 juillet 784 à l'abbaye de Saint-Denis près de Paris), 14e abbé de Saint-Denis, conseiller et chapelain des rois carolingiens, archiprêtre des royaumes d'Austrasie, de Neustrie et de Bourgogne ; il prit une part active à la chute de la dynastie mérovingienne (751) et à l'avènement de Pépin le Bref ; principal artisan de la fortune immobilière de Saint-Denis avec l'obtention d’importants privilèges fiscaux et l’immunité, il fit restituer les biens sécularisés de Charles Martel et rattacha enfin au patrimoine de l’abbaye de Saint-Denis ses immenses propriétés possédées via ses fondations ou à titre personnel en Alsace, Lorraine et en Alémanie (domaines qu’il avait reçus de Pépin le Bref, Carloman et Charlemagne en échange de ses services « d’ordre diplomatique » ainsi que de sa famille ou qu'il avait achetés) ; il reste mêlé aux plus grandes affaires du royaume des Francs, dont la soumission du royaume des Lombards et l'avènement de l'empire de Charlemagne dont il sera le conseiller ; il est le fondateur de plusieurs abbayes en Alsace dont notamment : le monastère de Fulradovillare[65] (ferme de Fulrad) en 760 (lieu du village actuel de Saint-Hippolyte), le monastère de Fulradocella (actuelle ville de Lièpvre) en 770 (qui prendra le nom de Saint-Alexandre avec comme patron secondaire saint Cucufa, après que Fulrad y offrit des reliques de ces deux saints ; Charlemagne y accordera les dîmes de toutes les terres voisines de Lièpvre[66] et approuvera la donation du prieuré Saint-Alexandre à l'abbaye de Saint-Denis ; le monastère de Saint-Dié-des-Vosges situé à 30 km de Lièpvre lui sera aussi cédé par Charlemagne), l'église de Saint-Germain à Widensolen (Bas-Rhin) qu'il fit construire en 777 ; il meurt le 16 juillet 784, une épitaphe du moine Alcuin mentionne que son corps fut d'abord inhumé à Saint-Denis, et on peut y lire que « Fulrad fut le plus illustre de tous les abbés qui gouvernèrent l'abbaye de Saint-Denis. Il vécut dans la plus haute estime et dans une approbation quasi générale, chéri par cinq papes, trois rois et des plus grands personnages de son siècle », avant que son corps ne fut transféré ensuite au prieuré de Lièpvre[67] à une date indéterminée où il fut longtemps honoré comme saint, avec un culte populaire chaque année à Lièpvre le 17 février (Mabillon le constatait encore à la fin du XVIIe siècle[68]) ; ses reliques reposaient dans une petite église très ancienne, mais plus qu'à moitié détruite par les guerres de Religion, où la nef à sept travées était terminée par un chœur fort exigu dont les verrières représentaient Fulrad et Charlemagne ; fêté le 16 juillet
- Saint Simbert (vers 750 – 13 octobre 807), moine de la puissante abbaye de Murbach en Alsace avant de devenir abbé de cette abbaye entre 789 et 792, puis évêque d'Augsbourg en Bavière vers 772/778, nommé par Charlemagne dont il était proche ; canonisé le 6 octobre 1468 par le pape Nicolas IV ; fêté le 12 octobre dans le diocèse de Strasbourg, et le 13 octobre dans le diocèse d'Augsbourg
- Saint Benoît d'Aniane (vers 750 – 821), aristocrate germanique de l'époque carolingienne, éduqué à la cour du roi franc Pépin le Bref, il entreprend une réforme du monachisme essentielle à l'essor de l'ordre bénédictin en Europe, la politique culturelle mise en place par Charlemagne débouchera sur une brillante renaissance artistique, intellectuelle et spirituelle dans beaucoup de monastères devenus lieux privilégiés de transmission de la culture ; il a lutté contre l'hérésie adoptianiste, et propagé la liturgie romano-franque ; il est ainsi notamment le réformateur de l'abbaye de Marmoutier en Alsace[69], où il vint s'installer en 816 avec quelques moines dont il fut le père abbé[70] ; fêté en Alsace (mémoire facultative) le 13 février[11]
- Sainte Richarde d'Andlau ou Richarde de Souabe (vers 840 - 18 septembre 906) ; impératrice carolingienne, épouse en 862 Charles le Gros roi de France puis empereur d'Occident (dernier empereur de la descendance de Charlemagne), répudiée par son époux, elle s'installe sur ses terres en Alsace et fonde l'abbaye d'Andlau dont elle devient la première abbesse (une ourse lui aurait indiqué le lieu de la fondation selon la légende) ; ses reliques sont toujours vénérées à l'abbaye d'Andlau ; fêtée en Alsace le 18 septembre[12],[11]

### Saints n'ayant pas vécu en Alsace mais y étant liés par leur histoire et/ou leur culte qui s'y est développé
- Sainte Walburge (vers 710 – 779), vierge, sainte d'origine saxonne, missionnaire anglaise, née vers 710 dans le royaume de Sussex, alors soumis au Wessex, dans l'Angleterre actuelle, elle aurait passé la plus grande partie de sa vie à évangéliser les Germains du continent ; fille d'un riche seigneur anglo-saxon Richard, qui aurait été l'un des fils du roi Clotaire de Kent, elle aurait été la sœur de Wynfrid de Wessex, alias Boniface de Mayence, l'évangélisateur de la Frise (massacré le 5 juin 754), et la sœur de saint Willibald d'Eichstätt ; entrée pour son éducation au monastère double de Wimborne (Wimborne Minster) où moines et moniales bénédictins forment une même communauté, elle s'adapte à la vie monastique et se prend d’amitié pour la novice Lioba de Tauberbischofsheim. Elle se rend ensuite avec Lioba en Germanie à la demande de saint Boniface, où elle dirige le couvent de Heidenheim, dans l'actuel district de Moyenne-Franconie, où elle meurt en 779 et où son tombeau devient vite un lieu de pèlerinage ; en Alsace, le village actuel de Walbourg tire son nom et son origine de l'abbaye de Sainte-Walburge fondée dans la « forêt Sainte », au nord de Haguenau, pour laquelle une autorisation d'installation est donnée aux moines par Thierry de Montbéliard en 1074 ; la fondation de l'abbaye doit remonter à l'intervention de Frédéric de Staufen, duc de Souabe, et à Pierre de Lutzelbourg, vers 1100 ; fêtée le 1er mai ou le 25 février

### Autres figures d'Église liées à l'Alsace à cette période
- Heddon ou Heddo (734 – 779 ou le 8 mars 876), cousin du bienheureux Rémi de Strasbourg, personnage clé de la renaissance carolingienne en Alsace, il a entrepris la construction de la cathédrale carolingienne de Strasbourg, ainsi qu'une réforme du clergé, a réalisé l'introduction de l'organisation capitulaire et de la liturgie romaine, et y a fondé l'école-cathédrale[1]
- Adaloch (mort en 822), fondateur de la première église collégiale Saint-Thomas à Strasbourg[1]
- Heito ou Haito ou Hatton (805 – 17 mars 836), ami et conseiller de Charlemagne, réformateur de la région, évêque de Bâle et abbé de l'abbaye de Reichenau, il tient des synodes et se préoccupe de l'observation des lois ecclésiastiques[1]
- Otfried de Wissembourg (790 – 870-875), moine de l'abbaye de Wissembourg, directeur de l'école monastique de Wissembourg, composa pendant près de 20 ans le Livre des Évangiles, une histoire de la vie du Christ selon les quatre évangiles en vers épiques dans le dialecte francique rhénan[71], il est considéré comme le premier poète de langue germanique

## Saints pendant l’appartenance de l'Alsace au Saint-Empire romain germanique (870-1648)

### Saints ayant vécu tout ou partie de leur vie en Alsace
- Vénérable Bennon de Metz ou Benoît ou Benno en latin (mort le 3 août 940), né en Souabe, il fut chanoine de la cathédrale de Strasbourg, il se retire comme ermite en 906 en Suisse près de Zurich, à l'endroit où vécut l'ermite saint Meinrad[72] (cousin de la petite-fille de Charlemagne), où il sera rejoint par des disciples ; il est reconnu comme l'un des fondateurs de l'abbaye d'Einsiedeln ; au mépris des règles régissant l'élection, il est nommé, par le roi Henri Ier de Germanie, 45e évêque de Metz de 927 à 929, avant de retourner vivre en ermite à Einsiedeln ; fêté le 3 août
- Saint Evrard d'Einsiedln ou Eberhardt en allemand (mort en 958), né en Souabe, prêtre du diocèse de Strasbourg, il fut prévôt (premier chanoine) de la cathédrale de Strasbourg ; il rejoignit le vénérable Bennon de Metz au monastère d'Einsiedeln en Suisse où des ermites vivaient auparavant ; il est considéré comme l'un des fondateurs et le premier abbé de la communauté fondée en 934 en tant que monastère bénédictin, à l’endroit même du martyre de l’ermite bénédictin saint Meinrad[72] ; actuellement cette abbaye bénédictine est le plus important sanctuaire marial de la Suisse ; fêté le 14 août[73],[74]
- Saint Adelbert de Magdebourg (vers 910 – 981 probablement en Lorraine), d'abord au service du roi en 953, il entre au monastère bénédictin de Saint-Maximin de Trèves, puis est envoyé en mission d'évangélisation à Kiev en 961 d'où il revient un an plus tard passant proche du martyre ; il est nommé abbé en Alsace en 966 par Otton Ier à l'abbaye de Wissembourg (Geilon y est cité en 967 comme son délégué[75]), où il introduit la réforme de Gorze ; en 974, l'abbaye obtient le statut de Reichsunmittelbarkeit ou "Immédiateté impériale" qui la fait dépendre alors uniquement de l'Empire, ce qui place l'abbé à une position plus élevée que l'évêque de Spire dont il dépend ; le 18 octobre 968, il devient le premier évêque titulaire du nouveau diocèse de Magdeburg fondé au synode de Ravenne en avril 967, d'où il a aussi la mission d'évangéliser les Slaves au-delà de l'Elbe ; en 968, il y fonde aussi une école-cathédrale ; fêté le 20 juin
- Bienheureux Sandrade (mort en 985), contemporain d'Othon-le-Grand, il fut chargé par ce dernier de réformer l'abbaye de Saint-Gall en Suisse, mission pour laquelle il endura calomnies et injustices ; saint Géron de Cologne, l'archevêque de Cologne, lui confia ensuite la fondation du monastère de Gladbach, qu'il ne put achever avec Warin le successeur de Géron ; il partit trouver refuge chez l'impératrice sainte Adélaïde de Bourgogne qui le nomma abbé du monastère de Wissembourg (de 981 à 985) ; fêté le 24 août[76]
- Sainte Adélaïde de Bourgogne (vers 931 à Orbe – 999 à Seltz), impératrice de Saint-Empire romain germanique, à la suite de son mariage avec Othon Ier, elle exerça la régence de l'Empire durant cinq ans pendant l'enfance d'Othon II, puis à nouveau pendant la minorité d'Othon III, réunissant les qualités de chef d’État et les vertus chrétiennes pour le bien des pauvres et de l’Église, elle favorisa le monachisme clunisien, et meurt à Seltz, près de Strasbourg, lors d'un voyage vers l'un des nombreux monastères qu'elle avait fondés ; canonisée par le pape Urbain II en 1097 ; fêtée en Alsace (mémoire facultative) le 16 décembre[77],[11]
- Saint Henri II du Saint-Empire (6 mai 973 – 13 juillet 1024), duc de Bavière, élu empereur du Saint-Empire en 1002, soutien l'Église et le clergé, fonde à Strasbourg une prébende (ou bénéfice) de vicaire, il meurt en 1024, il est canonisé en 1146 ; fêté le 13 juillet[12].
- Sainte Aurélie de Strasbourg ou Aurélie de Ratisbonne (morte le 15 octobre 1027 à Ratisbonne), fille d'Hugues Capet et sœur du roi Robert le Pieux, elle échappe à un mariage arrangé par ses parents à son insu, fuit déguisée en pèlerin en Alsace, et rejoint l'évêque de Ratisbonne qui la convainc de vivre en solitaire, elle demeurera près de cinquante années dans un ermitage à l'abbaye Saint-Emmeran ; fêtée en Alsace (mémoire facultative) le 13 octobre[78],[12],[14],[11]
- Saint Léon IX ou Brunon d'Eguisheim-Dagsbourg (21 juin 1002 à Dabo ou Eguisheim - 19 avril 1054 à Rome), 150e pape de l'Église catholique, il est le seul "pape alsacien" ; fils du comte d'Eguisheim, il est de la très haute aristocratie, sa famille se rattachant par sa mère, Heiwige, fille du comte de Dabo, aux Carolingiens de Francie occidentale et par son père aux rois de Germanie ; ses parents construisirent deux abbayes en Alsace : une abbaye de femmes à Woffenheim vers 1045 (le pape Léon IX la consacra en 1049 et lui fit don d'un morceau de la Vraie Croix, d'où le nom actuel du village Sainte-Croix-en-Plaine) et un prieuré de chanoines réguliers de Saint Augustin en 1046 (Léon IX consacra l'église en 1049 et y déposa les reliques du martyr saint Romain ; à côté du village de l'actuel village de Reiningue) ; Brunon est élu évêque de Toul, puis devient pape en 1049 (nommé en décembre 1048 par l'empereur, élu le 2 février 1049 par le peuple de Rome, et couronné le 12 février 1049) sous le nom de Léon IX ; grand voyageur, réformateur de l'Église (dans la lignée de Cluny et Gorze), soucieux de lui rendre son indépendance face au pouvoir impérial[12], il lutte contre le nicolaïsme et la simonie, et contre diverses hérésies, est actif pour défendre la paix et impose la trêve de Dieu en 1050 aux seigneurs constamment en guerre, appelle au retour à des vertus plus chrétiennes, défend le choix d'évêques qui soient des théologiens et non des préfets d'Empire ; il convoque 12 conciles durant son pontificat ; son pontificat fut marqué par le début de la réforme grégorienne ; malgré sa quête d'une réconciliation, il est le dernier pape à avoir vu l'Église d'Orient et d'Occident unies, la séparation des Églises d'Orient et d'Occident étant consommée quelques mois après sa mort par anathèmes réciproques (qui seront levés neuf siècles plus tard par le patriarche de Constantinople Athénagoras et le pape de Rome Paul VI le 7 décembre 1965 pour en effacer la mémoire et ouvrir la voie vers l'unité) ; il est canonisé en 1087 par le pape Victor III ; fêté en Alsace (fête) le 19 avril[11]
- Saint Morand de Cluny (mort en 1115), moine, apôtre du Sundgau, originaire de la région de Worms, élevé à l'abbaye de Cluny, envoyé à Altkirch par l'abbé de Cluny pour fonder un prieuré, à la demande du comte de Ferrette ; fondateur du prieuré Saint-Christophe, qui deviendra prieuré Saint-Morand après sa mort survenue en 1115[12] ; fêté en Alsace (mémoire facultative) le 4 juin[11]
- Saint Ludan de Nordhouse (mort en 1202), pèlerin, confesseur ; fils d'un noble écossais, il distribue son héritage aux pauvres et part en pèlerinage à travers le monde chrétien ; il meurt près du village d'Hipsheim où sera édifiée plus tard une église sur le lieu de son tombeau ; fêté en Alsace (mémoire facultative) le 12 février[12],[11]
- Bienheureux Bonaventure Brocard de Strasbourg (XIIIe siècle) ; étudie la théologie à Paris, puis est envoyé prêcher comme frère dominicain en Terre Sainte, où il fonda plusieurs couvents de son Ordre (dont Bethléem, Damas, Nazareth) et d'autres prieurés, et constitua ainsi la Province dominicaine de Terre Sainte[79] ; fêté le 24 décembre[80]
- Bienheureux Henri Suso (21 mars 1295/1297 à Constance - 25 janvier 1366 à Ulm), religieux dominicain catholique, connu pour avoir répandu la mystique rhénane de Maître Eckart et Jean Tauler ; entré chez les Dominicains de Constance à l'âge de 13 ans, il connaît ses premières expériences mystiques à 18 ans, et s'infligera de terribles mortifications pendant plus de 20 ans, avant de comprendre qu'il faut accepter les épreuves venant de l'extérieur plutôt que de se les infliger soi-même ; il suivit l'enseignement de Maître Eckart à Strasbourg en Alsace et à Cologne, revenant à Constance en 1327 pour y être professeur ; il se distingue par l'attention qu'il porte aux images et par sa volonté d'imiter le Christ souffrant ; proclamé bienheureux en 1831 ; fêté le 25 janvier[81],[82]
- Saint Pierre Canisius ou Peter D'Hondt ou Pierre Kanis (8 mai 1521 à Nimègue - 21 décembre 1597 à Fribourg), un des premiers membres de la Compagnie de Jésus, prêtre jésuite surtout en Allemagne et en Suisse, auteur d'un catéchisme populaire, acteur de la Réforme catholique après le Concile de Trente, enseignant pour enrayer la progression du schisme protestant ; il rencontre Pierre Favre le premier compagnon d'Ignace de Loyola, entre dans la Compagnie de Jésus et fonde la première maison jésuite en Allemagne à Cologne, ordonné prêtre il participe au Concile de Trente comme théologien du de l'évêque d'Augsbourg, fait son noviciat à Rome sous la direction d'Ignace de Loyola ; envoyé comme enseignant à l'université d'Ingolstadt en Bavière, il rayonnera sur tout le Saint-Empire romain germanique pendant trente années, il refuse plusieurs fois l'archevêché de Vienne, participe à la diète d'Augsbourg, conseiller du roi des Romains à la diète de Ratisbonne, supérieur provincial des Jésuites en Haute-Allemagne, responsable de la fondation de 18 collèges jésuites en Europe centrale, fondateur d'une imprimerie à Fribourg ; l'Église d'Alsace lui est reconnaissante pour ses nombreux voyages et prédications dans sa région jusque notamment Colmar, Sélestat et le Sundgau[83] ; béatifié par Pie IX le 23 novembre 1864, déclaré docteur de l'Église et canonisé par Pie XI le 21 mai 1925 : fêté en Alsace (mémoire facultative) le 27 avril[11]
- Saint Fidèle de Sigmaringen ou Marc Roy (1er octobre 1578 à Sigmaringen - 24 avril 1622 à Seewis im Prättigau), homme de loi et avocat, il étudia le droit à Fribourg-en-Brisgau, il fut d'abord avocat à Colmar en Alsace, où il exerça sa profession avec charité et loyauté, il y fut surnommé l'avocat des pauvres ; il renonça à poursuivre sa carrière pour se consacrer tout à Dieu au service de Dieu et de l’Évangile ; il prit l'habit en 1612 à Fribourg-en-Brisgau et y reçut le nom de Fidèle ; il devint prêtre et éminent prédicateur, et obtient de nombreuses conversions auprès des Zwinglistes des Grisons ; il fut assassiné par ses opposants, mort martyr pour la foi, il est canonisé en 1746 ; fêté le 24 avril

### Saints n'ayant pas vécu en Alsace mais y étant liés par leur histoire et/ou leur culte qui s'y est développé
- Saint Ulrich d'Augsbourg (vers 890 à Wittislingen – 4 juillet 973 à Augsbourg), moine à l'abbaye de Saint-Gall ; en 906, il se met au service de son oncle évêque d'Augsbourg jusqu'à sa mort en 910, avant de retourner chez ses parents ; grâce à l'influence de son oncle Burckart II duc d'Alsace et de Souabe, Ulrich est nommé évêque d'Augsbourg par Henri Ier de Germanie et ordonné évêque d'Augsbourg le 28 décembre 923, il le restera pendant 50 années ; travaillant sans relâche au développement de l'église et à la fortification des cités contre les ennemis, il participe aussi à de nombreux synodes ; de nombreux miracles ont été observés sur sa tombe après sa mort ; Uldaric, l'ermite alsacien du Schauenberg, construit à côté de son ermitage une chapelle qu'il lui dédie au XVe siècle, et qui sera à l'origine d'un pèlerinage à la suite d'un premier miracle ; d'autres églises en Alsace lui sont consacrées ; il est canonisé le 4 juillet 993 par le pape Jean XV, et est le premier catholique canonisé par décision directe de Rome ; son culte de saint thérapeute s'est initié précocement dans le duché d'Alémanie, réunissant Alsace et Souabe, puis répandu au XIe siècle dans l'ensemble de l'Empire ottonien ; fêté en Alsace (mémoire facultative) le 4 juillet[11]
- Sainte Cunégonde de Luxembourg, (vers 975 à Wettenberg – 3 mars 1033 ou 1039 à Kaufungen), reine de Germanie, duchesse de Bavière, puis impératrice du Saint-Empire romain germanique, épouse de saint Henri II du Saint-Empire ; elle est liée à l'Alsace par ses origines : petite-fille d'Eberhard IV de Nordgau, son grand père maternel comte de Nordgau en Alsace, elle est la nièce entre autres de Hugues II de Nordgau, d'Adalbert d'Alsace, et de Gérard d'Alsace ; en 1025, un an après la mort de son époux, elle se retira dans le monastère de bénédictines qu'elle avait fondée à Kaufungen en Hesse, en Allemagne, où elle mourut en 1033 (ou 1039 ?) avant d'être inhumée à la cathédrale de Bamberg aux côtés de son époux ; canonisée le 29 mars 1200 par le pape Innocent III ; sainte patronne du Luxembourg ; fêtée le 3 mars
- Bienheureux Bernard de Bade ou Bernard II de Bade (1428 à Baden-Baden - 15 juillet 1458 à Moncalieri), margrave de Bade, sa piété et son souci des pauvres sont exemplaires ; à la suite de la prise de Constantinople par les Turcs en 1453, les Habsbourg projettent une croisade contre l’Empire ottoman, et Bernard est envoyé dans les cours princières européennes pour les rallier à cette cause ; il meurt d'une épidémie pendant son voyage le 15 juillet 1458 à Moncalieri près de Turin en Italie du Nord ; sa tombe, dans l’église Sainte-Marie de Moncalieri, est rapidement devenue un lieu de pèlerinage pour les chrétiens, et de nombreuses guérisons miraculeuses y ont lieu ; devenu saint patron du pays de Bade, il est aussi vénéré en Lorraine et en Alsace ; il est reconnu bienheureux par l'Église catholique en 1769, et une demande en vue d'une canonisation a été faite à Rome le 10 janvier 2011 par l'archevêque de Fribourg-en-Brisgau ; célébré le 15 juillet

### Autres figures d'Église liées à l'Alsace à cette période
- Heilwige de Dabo (vers 980 - 1046), héritière du comté de Dabo, épouse de Hugues IV comte de Nordgau, mère du futur pape saint Léon IX ; avec son mari, ils financèrent la fondation et la dotation de nombreux monastères et églises, Heilwige étant mentionnée dans les récits de fondation toujours comme fondatrice "aussi illustre par sa piété que par sa naissance" ; ils auraient notamment fonder le Couvent de bénédictines de Woffenheim au début du XIe siècle (aujourd'hui Sainte-Croix-en-Plaine dans le Haut-Rhin) qui maintint jusqu'en 1461, le prieuré d'Oelenberg toujours actif aujourd'hui près de Reiningue, l'abbaye de Hesse en Lorraine, le prieuré d'Alspach près de Kaysersberg et l'abbaye d'Altdorf
- Herrade de Landsberg ou Herrade de Hohenbourg (1125/1130 - 25 juillet 1195), abbesse du Mont Sainte Odile de 1167 à 1195, placée là par Frédéric Barberousse, elle y fait appliquer la règle des chanoinesses de saint Augustin, auteur et illustratrice du codex de l'Hortus deliciarum[84]
- Ulrich de Strasbourg ou en latin Ulricus Engelberti ou Ulricus Argentinensis (vers 1225 à Strasbourg - 1277), est un théologien dominicain du Moyen Âge ; élève d'Albert le Grand, condisciple de Thomas d'Aquin, d'abord à Paris puis à Cologne, avant de devenir lecteur en théologie au couvent de Strasbourg ; élu supérieur de la province d'Allemagne (ou Teutonie) comprenant à l'époque l'Alsace ; il composa entre 1262 et 1272 son ouvrage principal, une Summa de bono de 600 folios, conçue en huit livres
- Eckhart von Hochheim, dit Maître Eckhart (1260 à Hochheim - 1328 ou 1327), théologien et philosophe dominicain, premier des mystiques rhénans, il séjourne à Strasbourg de 1314 à 1322[85], il prêche à Cologne et à Strasbourg (nommé au chapitre de Strasbourg en 1306), maître et théologien de la vie spirituelle, promu vicaire général de Teutonie en 1314 tout en résidant à Strasbourg, il administra la province dominicaine de Teutonie depuis Erfurt
- Jean Tauler (1300 à Strasbourg - 16 juin 1361 à Strasbourg), théologien et mystique, prédicateur alsacien influent, surnommé « le docteur illuminé », disciple strasbourgeois de Maître Eckart
- Ludolphe le Chartreux ou Ludolphe de Saxe (vers 1300 - 10 (ou 13?) avril 1377 (ou 1378?)), frère dominicain dès son jeune âge, il y reste pendant 26 ans, moine chartreux d'origine saxe de 1340 où il entre à Chartreuse de Strasbourg, avant d'être élu prieur de la Chartreuse de Coblence, où il reste de 1343 à 1348, et de retourner comme simple religieux à Mayence, puis à Strasbourg passant les 30 dernières années de sa vie comme moine-ermite jusqu'à sa mort le 10 avril 1377, auteur de La Grande Vie de Jésus-Christ ; il fait allusion au Cœur du Christ à une époque où la dévotion au Sacré-Cœur n'était pas encore répandue : son œuvre a influencé Ignace de Loyola pour la rédaction de ses Exercices spirituels
- Nicolas de Strasbourg ou Nicolas Kempf (1414 à Strasbourg - 1497 à la chartreuse de Gaming en Autriche), moine chartreux, qui a laissé beaucoup d'écrits traitant de philosophie, du rapport entre théologie spéculative et vie de prière, de vie religieuse, d'exégèse, de liturgie, ainsi que de nombreux sermons et lettres ; étudiant en théologie à Vienne, devient moine à la chartreuse de Gaming le 6 septembre 1440, devient prieur de la chartreuse de Geirach, à Jurklošter, aujourd'hui en Slovénie (1447-1451), puis de la chartreuse de Gaming (1451-1458) ; il séjourne brièvement à Strasbourg en 1458, avant de devenir prieur de la chartreuse de Pleterje, dans l'actuelle Slovénie (1462-1467) puis de celle de Geirach (1467-1490), avant de terminer sa vie à la chartreuse de Gaming où il meurt le 20 novembre 1497.
- Uldaric du Schauenberg, ermite retiré dans la montagne près de Pfaffenheim ; il édifia vers 1400 à côté de son ermitage une chapelle qu'il dédie à saint Ulrich d'Augsbourg, et qui sera à l'origine d'un pèlerinage à la suite d'un miracle ; l'histoire dit en effet qu'au début du XVe siècle Anne de Saxe, fille de l'électeur Frédéric Ier de Saxe, comtesse de Hesse, et épouse du landgrave Louis Ier « le Pacifique » de Hesse, était gravement malade et vénérait une statue de la Vierge à l'enfant, et qu'elle reçut dans un songe la demande de Dieu de déposer sa statuette au Schauenberg pour obtenir sa guérison ; elle y envoya un messager avec la statuette, l'ermite Uldarich l'accueillit et pria pour la comtesse qui fut alors miraculeusement guérie, ce qui fut l'origine d'un pèlerinage en ce lieu, et la chapelle fut finalement dédiée à la Vierge Marie ; l'évêque de Bâle Gaspar ze Rhein élève la chapelle d'Uldaric au rang de chapellerie en 1483[86],[87] (huit ans plus tard, non loin d'ici, à seulement 12 km à vol d'oiseau de ce lieu, aurait eu lieu une apparition de la Vierge-Marie aux Trois-Epis en 1491)
- Dietrich Schoerré ou en français Thierry Schoerré, forgeron à Orbey à la fin du XVe siècle, qui aurait eu une apparition de la Vierge Marie le 3 mai 1491 dans la montagne près du lieu qui, à la suite de l'apparition présumée, pris le nom de Trois-Epis et devint un des grands pèlerinages d'Alsace ; l'évêque coadjuteur de Bâle, Nicolas Frisus, y autorise le culte en 1495, ce qui a pour valeur d'une reconnaissance par l'Église catholique de l'apparition comme digne de foi[88] (cette reconnaissance d'apparition mariale de 1495 est la première reconnaissance d'apparition faite par l'Église catholique)
- Jean Geiler de Kaysersberg (16 mars 1445 à Schaffhouse - 10 mars 1510), grand prédicateur et écrivain religieux alsacien ; étudiant la théologie à Fribourg puis à Bâle, devient professeur puis prédicateur, appelé comme prédicateur à la cathédrale de Strasbourg en 1478, il le restera jusqu'à sa mort en 1510 ; il fut connu pour ses sermons incisifs, sans concessions, et abondant d'images pittoresques plus larges que la Bible
- Jacques-Christophe Blarer de Wartensee (11 mai 1542 à Berneck - 18 avril 1608 à Porrentruy), prêtre suisse, prince-évêque de Bâle élu le 22 juin 1575, confirmé dans sa charge par le pape Grégoire XIII le 4 mai 1576, ordonné prêtre aussitôt après, intronisé le 10 février 1577 ; après les condamnations du Concile de Trente, il est un fervent acteur de la Contre-Réforme ou Réforme catholique, et fait appel aux Capucins et aux Jésuites pour lutter contre le schisme du protestantisme, pour réformer le clergé en proie à la débauche et au manque de formation, et pour remettre en état les lieux de culte ; il fonde à Porrentruy un collège jésuite en 1591 puis un Grand séminaire en 1606 pour améliorer la formation des clercs ; réussissant à renouveler le clergé et à repeupler les églises, il est surnommé le "Réformateur catholique de l'Evêché"[89]

Rappelons ici que la cathédrale de Strasbourg, sur laquelle sont affichées les thèses de Luther en 1518, est soumise au culte protestant pendant 160 ans de 1521 à 1681.

## Saints durant la période allant du traité de Wesphalie à la Révolution française (1648-1801)

### Introduction: Prestige et décadence des princes-évêques-cardinaux avant le violent contrecoup révolutionnaire
L'archiduc d'Autriche Léopold-Guillaume (1614-1662) fut nommé prince-évêque de Strasbourg à l'âge de 12 ans, ne sera jamais ordonné prêtre, et réussira l'exploit de ne jamais mettre les pieds dans son diocèse durant les 48 ans que durera son épiscopat ! Par la suite, la surprenante série des cinq princes-évêques-cardinaux alsaciens de 1682 à 1801, non directement originaires de la région, en parenté les uns avec les autres, ont dirigé l'Église en Alsace pendant 120 années. S'ils ont pu contribuer à la vie de l'Église par leur charge et leur pouvoir, posant des choix déterminants pour la défense de l'Église et permettre de réaliser sa vocation (appel des Jésuites après la Réforme, fondation des sœurs de la Charité, etc.), leur appartenance à la riche aristocratie et leurs visées carriéristes n'en font pas des "figures de sainteté" de la région ; au contraire, menant une vie de prince et d'opulence, ils ont fortement été occupés à défendre leurs intérêts politiques et familiaux, et ceux du roi, menant, comme nobles richissimes, une vie d'affaires et de luxe, très loin de la réalité du peuple, se détournant en partie de l'enseignement du peuple, de l'attention aux pauvres et de la vie spirituelle. Ils vont subir de plein fouet le dur contrecoup de la Révolution française. Cette dernière, malgré l'injustice causée par sa violence, sera une providentielle occasion de conversion des mœurs de l'institution épiscopale catholique en Alsace. Ci-après, ces cinq personnages dans les grandes lignes.
- Guillaume-Egon de Fürstenberg (2 décembre 1629 à Heiligenberg, Allemagne – 10 avril 1704 à Paris), 90e évêque de Metz (1663-1668), abbé de Saint-Rémi de Reims (1668-1680), 88e évêque de Strasbourg (1682-1704), cardinal (en 1686), abbé de Saint-Germain-des-Prés (1697-1704)
- Armand-Gaston-Maximilien de Rohan (26 juin 1674 à Paris – 19 juillet 1749 à Paris), 89e évêque de Strasbourg (prince-évêque), homme politique français, cardinal, grand aumônier de France, membre du conseil de Régence, de l'Académie des Inscriptions et de l'Académie française, commandeur du Saint-Esprit ; choisi par Louis XIV dans le contexte du rattachement de Strasbourg et d'une partie de l'Alsace à la France en 1681, il entre au chapitre des chanoines de la cathédrale de Strasbourg à seulement 16 ans, et devient évêque de Strasbourg à seulement 30 ans ; après 160 ans de culte protestant à la cathédrale et un affaiblissement du catholicisme, il fait appel aux jésuites en 1683 pour la formation du clergé et la francisation de la population ; il fait reconstruire le château des Rohan de Saverne et le nouveau palais Rohan à côté de la cathédrale à Strasbourg ; il fonde la congrégation des Sœurs de la charité de Strasbourg en 1734[91]
- François-Armand de Rohan-Soubise (1er décembre 1717 à Paris – 28 juin 1756 à Saverne), petit-neveu de Armand-Gaston-Maximilien de Rohan, abbé de Saint-Epvre (1736), abbé-prince de Murbach et de Lure (1737), évêque coadjuteur (1742), grand aumônier de France (1745), cardinal (1747), abbé commendataire de La Chaise-Dieu (1749), 90e évêque de Strasbourg (prince-évêque) (1749-1756), membre de l'Académie française
- Louis-César-Constantin de Rohan-Guéméné (24 mars 1697 à Paris – 11 mars 1779 à Paris), neveu de Armand-Gaston-Maximilien de Rohan, officier dans la Marine royale, capitaine de vaisseau (1720), chanoine et grand-prévôt de Strasbourg (1732), abbé de Lyre près d'Evreux (1734), premier aumônier du roi (1748), abbé de Saint-Epvre (1749), prélat-commandeur du Saint-Esprit (1753), 91e évêque de Strasbourg (prince-évêque) et landgrave d'Alsace (1756-1779) et cardinal (1761)
- Louis-René-Édouard de Rohan-Guéméné (25 septembre 1734 à Paris – 17 février 1803 à Ettenheim), neveu de Louis-César-Constantin de Rohan-Guéméné, nommé Chanoine du Chapitre de Strasbourg (1743) à seulement 9 ans, puis à 11 ans prieur commendataire du grand monastère de Sauxillanges en Auvergne (1745), ordonné prêtre (1757) à 22 ans, évêque coadjuteur (1759) à 25 ans, commendataire de l'abbaye de la Chaise-Dieu en Auvergne et de l'abbaye de Montmajour en Provence (1759), élu à l'Académie française (1761), nommé ambassadeur à Vienne (1771), 92e évêque de Strasbourg (prince-évêque) (1779-1801) et cardinal (1778), Grand aumônier de France (1777), abbé de la richissime abbaye de Saint-Vaast dans le Nord (1779), chargé de l'hôpital des Quatre-Vingts, proviseur de la Sorbonne ; philosophe et poète, il scandalise à Vienne par son luxe et ses légèretés, il est protagoniste de l'Affaire du collier de la reine à Versailles en 1785 où il est acquitté mais condamné comme garant à rembourser la somme exorbitante de sa valeur, il sera déchu du poste de grand aumônier de France, exilé à l'abbaye de la Chaise-Dieu en Auvergne, puis à l'abbaye de Marmoutier-Lez-Tours, ne regagnant son diocèse qu'en 1788, à l'aube de la Révolution française ; face à l'abolition de la noblesse et à la Constitution civile du clergé, il s'exile en 1790 à Ettenheim en Allemagne, et se démettra de sa charge à la signature du Concordat de 1801 ; il meurt en 1803.

### Les «martyrs de la foi» durant la Révolution française
Rappelons que le diocèse de Strasbourg est alors privé de sa cathédrale par les Révolutionnaires de 1792 à 1801.
Durant la Révolution française et à la suite de la création de l'Église constitutionnelle schismatique, « l'Alsace repoussa le schisme avec une vigueur qui provoqua contre les catholiques les plus dures représailles ». Le département du Bas-Rhin ordonne le 9 novembre 1793 la fermeture de tous les cultes quelconques pendant la guerre. Notamment, la cathédrale de Strasbourg est transformée en Temple de la Raison et accueille le 20 novembre 1793 un culte singulier autour d'un monument élevé à la nature, tandis qu'on commence à enlever et briser ses statues. Le nouveau culte de la Raison est installé à Colmar à partir du 6 décembre 1793. Il s'ensuit aussi les abdications (sincères ou forcées) de 229 prêtres au total sur les deux départements, soit environ 20 % du clergé.
On peut noter l'« affaire d'Hirsingue », où le lundi de Pentecôte du 9 juin 1794, en marge de la célébration de la fête patronale par le curé constitutionnel, quelques individus arrachent l'arbre de la liberté pour en jeter la cime devant la maison de l'agent national. Cela provoquera l'arrestation de 285 ministres du culte, sans aucune distinctions. Parmi les prêtres, religieux et laïcs martyrs de la Révolution française, on compte plusieurs « martyrs de la foi » à la suite de ces arrestations arbitraires,.

#### Alsaciens martyrs reconnus bienheureux par l'Église catholique
- Bienheureux François-Urbain Saline de Niart (né à Neuf-Brisach, mort en 1792 à Paris), prêtre catholique de Neuf-Brisach dans le du diocèse de Strasbourg, chanoine de Saint-Lizier de Couserans ; martyr de la Révolution française, du groupe des 191 martyrs de septembre 1792[95],[96]
- Bienheureux Jean-Georges Rehm (21 avril 1752 à Katzenthal dans le Haut-Rhin – 11 août 1794 sur l'Île d'Aix), en religion « père Thomas », prêtre et martyr, dominicain au couvent de Schlestadt (Séléstat, dans le Bas-Rhin), déporté sur les Deux-Associés, martyr de la Révolution française, du groupe des 64 martyrs des Pontons de Rochefort ou martyrs de l'Île-Madame en 1794-1795 ; mort le 11 août 1794, béatifié par le pape Jean-Paul II le 1er octobre 1995 ; fêté le 12 août[97],[11].

#### Autres martyrs connus en Alsace
- L'abbé Pescheur, qui se déporte, est abattu à la frontière par une sentinelle française le 24 septembre 1792 (Haut-Rhin)
- L'abbé Joseph (ou Jean) Thomas, né à Guebwiller en 1742, prêtre du diocèse de Bâle, refusa le serment de la Constitution civile du clergé de 1791, se retira dans les environs de Guebwiller, fut arrêté à Munwiller, emprisonné, il s'évada avant d'être retrouvé chez son père le 6 décembre 1793, d'être emmené fers aux mains à Colmar et d'y être condamné à mort comme émigré rentré le 11 décembre 1793 et exécuté à l'âge de 51 ans[94],[98]
- L'abbé Jean-Louis-Frédéric Reck (ou Beck), né à Strasbourg en 1756, vicaire à la cathédrale de Strasbourg, refusa le serment de la Constitution civile du clergé de 1791, quitta son église pour rejoindre la campagne, où il tomba gravement malade en 1792 ; en s'enfuyant pour échapper à la rage des républicains il est arrêté dans la forêt de Haguenau, puis condamné à mort et exécuté à Strasbourg comme prêtre réfractaire le 26 (ou le 24) décembre 1793, à l'âge de 37 ans[98],[94]
- Frère Daniel Frey, né à Thann (diocèse de Bâle) en 1725, prêtre, religieux franciscain dans le couvent de Haguenau (diocèse de Strasbourg), refusa le serment de la Constitution civile du clergé de 1791, sortit de France par suite de la loi de déportation, revint à Haguenau en 1793 où il est arrêté le 28 décembre 1793 et condamné et mis à mort le 31 décembre 1793 (ou le 1er janvier 1794) comme émigré rentré, à l'âge de 70 ans[98]
- L'abbé Bernardin Sagliaw, prêtre du diocèse de Strasbourg, refusa le serment de la Constitution civile du clergé de 1791, se retira dans sa famille à Haguenau, passa en Allemagne, il mourut dans la forêt de Haguenau à son retour en 1793[98]
- L'abbé Henri-Pie-Joseph Wolbert, né à Sélestat, prêtre du diocèse de Strasbourg, refusa de prêter serment à la Constitution Civile du clergé, et ne se soumit pas à l'exil, caché par deux pieuses femmes, arrêté avec celles-ci sous déguisement féminin alors qu'il rendait visite à un malade le 30 mars 1794, tous trois condamnés et guillotinés le 2 juin 1794 avec les deux blanchisseuses qui l'hébergeaient (Bas-Rhin)[98].
- Frère Antoine Mathers, né à Ber-Kem (diocèse de Bâle), prêtre, religieux franciscain, gardien du couvent de Sainte-Marie-aux-Mines, refusa le serment de la Constitution civile du clergé de 1791, fut emprisonné en 1793, puis envoyé à Rochefort par ordre des autorités du département de la Meurthe, déporté au-delà des mers, il est mort dans la nuit du 19 au 20 juin 1794 et enterré à l'Île d'Aix
- L'abbé Amand Bernard, curé de Saint-Pierre, prêtre du diocèse de Strasbourg, condamné à mort comme émigré rentré et exécuté le 5 novembre 1794 (ou arrêté et exécuté à Colmar le 11 novembre 1794 ?)[98]
- 5 laïcs haut-rhinois guillotinés pour motif religieux en 1793 et 1794, dont le maire et l'instituteur de Wolschwiller condamnés pour avoir assisté à la messe dans le grenier de la cure le 3 décembre 1793, le maire de Pfaffenheim exécuté le 2 janvier 1794 pour avoir caché un prêtre réfractaire, et un tisserand parti en pèlerinage à Mariastein en Suisse qui fut guillotiné à son retour le 28 juin 1794[94].
- 14 laïcs bas-rhinois guillotinés (dont les deux femmes blanchisseuses qui ont aidé l'abbé Henri-Pie-Joseph Wolbert à poursuivre son ministère pastoral) pour motif religieux en 1793 et 1794[94].
- L'abbé François Antoine Stackler, curé de Neuve-Église (Bas-Rhin), né à Rhinfeld, qui refusa le serment de la Constitution civile du clergé de 1791 et qui logea d'autres prêtres réfractaires, partit en exil, revint dans la paroisse à la demande du maire le 24 décembre 1795, puis dénoncé, il est arrêté le 1er février 1796 alors qu'il se cache dans la maison du maire, et sera condamné le 2 février 1796 et guillotiné le 3 février 1796 à Strasbourg (une plaque commémorative se trouve dans le chœur de l'église du village)[99]
- L'abbé Jean Rochelé, né à Illfurth en 1760, prêtre du diocèse de Bâle, vicaire de la paroisse de Seppois, refusa le serment de la Constitution civile du clergé de 1791, et ne se résigna pas à la loi de déportation de 1792 ; arrêté vers la fin de 1798, emprisonné à la prison de Colmar, condamné à mort et fusillé à Colmar comme émigré rentré le 24 juillet 1798 à l'âge de 38 ans[98]
- L'abbé François-Joseph Broly, né à Hittenheim en 1753, déporté et embarqué le 12 mars 1798, déposé à Cayenne en juin, puis relégué à Sinnamary, mort d'une fièvre putride le 6 septembre 1798, à l'âge de 45 ans[98]

### Autres figures d'Église liées à l'Alsace à cette période
- Madeleine Ehrhard (16 janvier 1751 à Molsheim – 19 février 1794 à Molsheim), fondatrice des sœurs de la Divine Providence de Ribeauvillé avec le père Louis Kremp ; maîtresse couturière, intelligente et pieuse, paroissienne du père Louis Kremp, elle répond à son appel pour servir Dieu et les pauvres ; elle commence à enseigner à un petit groupe de jeunes filles, et réussit à s'associer six compagnes ; elles sont initiées par le père Louis Kremp, aidé de son cousin l'abbé Hurstel, au savoir élémentaire et aux règles de la pédagogie, et approfondissent les vérités de la foi[100].
- Louis Kremp (23 août 1749 à Molsheim – 2 janvier 1812 à Sélestat), fondateur des sœurs de la Divine Providence de Ribeauvillé ; ordonné prêtre en 1774, conscient du besoin d'éducation chrétienne des filles de la campagne, il veut créer une œuvre, ce qu'il concrétise en 1783 grâce à Madeleine Ehrhard et ses amies ; dispersés par la Révolution française, ils continuent l'œuvre dans la clandestinité ; nommé curé à Bindersheim en 1800, il y installe le centre de son œuvre, et son association y est approuvée par Napoléon en 1807 ; il y est un éducateur compétent et un animateur spirituel très apprécié ; il rejoint le noviciat des sœurs éducatrice en 1812 à Sélestat, et meurt malade et fatigué le 2 janvier 1817[101]

## Saints de la période allant de la signature du Concordat de 1801 à la fin des guerres mondiales (1801-1945)

### Fondateurs d'ordres religieux
- Vénérable François Paul Marie Libermann, né Jacob Libermann (12 avril 1802 à Saverne – 2 février 1852 à Paris), juif converti au catholicisme, prêtre du diocèse de Strasbourg, fondateur de deux congrégations missionnaires pour l’évangélisation de l'Afrique, la Société du Saint-Cœur de Marie et la Congrégation du Saint-Esprit (spiritains) ; déclaré vénérable le 19 juin 1910 par le pape Pie X ; fêté le 2 février
- Bienheureuse Mère Marie-Alphonse Eppinger (9 septembre 1814 à Niederbronn – 31 juillet 1867 à Niederbronn), religieuse alsacienne, fondatrice des Sœurs du Très Saint Sauveur, surnommée « l’extatique de Niederbronn » ; béatifiée le 9 septembre 2018 dans la cathédrale Notre-Dame de Strasbourg ; fêtée le 9 septembre
- Bienheureuse Mère Marie de Jésus ou Émilie d'Oultremont de Warfusée (11 octobre 1818 à Wégimont en Belgique – 17 décembre 1878 à Florence en Italie), baronne d'Hooghvorst, religieuse belge, veuve à l'âge de 29 ans, et mère de quatre enfants, fondatrice de congrégation religieuse de la Société de Marie-Réparatrice ; comme veuve, craignant de fortes pressions familiales s'opposant à sa vocation religieuse, elle s'installe à Paris, où, de manière informelle, le 21 novembre 1855, elle crée autour d'elle, dans son appartement, une communauté religieuse, dont le nom de congrégation est alors choisi ; attendant une reconnaissance canonique épiscopale, l'occasion s'offre à Strasbourg où l'évêque, André Raess, qui a bien connu son père, est favorable ; la fondation est faite rue des pierres à Strasbourg, elle y prend l'habit religieux le 1er mai 1857 avec quelques compagnes ; cette reconnaissance canonique de l'évêque de Strasbourg est la date de fondation de la congrégation ; en juillet 1857, une seconde fondation voit le jour à Paris, elle sera alors partagée entre les deux fondations, puis de nombreuses autres fondations suivront ; le pape Jean-Paul II la reconnait vénérable le 23 décembre 1993, puis la béatifie le 12 octobre 1997 ; fêtée le 22 février[102]
- Vénérable Frère Marie-Clément Staub ou Joseph Staub (2 juillet 1876 à Kaysersberg dans le Haut-Rhin – 16 mai 1936 à Québec, quartier Sillery, au Canada) ; ordonné prêtre catholique le 19 mars 1904, prédicateur, fondateur de la congrégation des Sœurs de Sainte Jeanne d'Arc en 1914, pour soutenir les religieuses dévouées à l'apostolat de prêtres et de religieux, principalement établie au Canada et aux États-Unis ; déclaré vénérable par le pape François le 3 avril 2014 ; fêté le 16 mai

### Enseignants
- Vénérable Frère Alpert, né Chrétien Motsch (26 mai 1849 à Eywiller – 16 avril 1898 à Paris), frère des écoles chrétiennes (De La Salle), éducateur en milieux populaires ; on lui confie la direction de la "Mission Saint-Joseph" située rue Lafayette à Paris, à partir de 1879, où lui sont surtout confiés de nombreux élèves de familles d'Alsace-Lorraine qui ont émigré après l'annexion de leur région en 1871 ; alliant fermeté et bonté, il sut accompagner les jeunes aussi dans la foi notamment dans les nuits d'adoration à la Basilique de Montmartre ; déclaré vénérable le 12 janvier 1996 par le pape Jean-Paul II ; fêté le 16 avril[103],[104]

### Missionnaires
- Saint Modeste Andlauer, qui adopta le nom chinois de 路懋德 (22 mai 1847 à Rosheim – 19 juin 1900 à Wuyi 武邑县, province du Hebei en Chine), prêtre missionnaire jésuite alsacien envoyé en Chine, martyr de la révolte des Boxers et reconnu saint par l'Église catholique, il fait partie du groupe des 120 Martyrs de Chine ; fêté en Alsace (mémoire facultative) le 19 juin, ou le 9 juillet avec les martyrs de Chine[11]
- Saint André Bauer (26 novembre 1866 à Guewiller – 9 juillet 1900 à Tai Yuen Foo en Chine), franciscain alsacien, martyr de la révolte des Boxers et reconnu saint par l'Église catholique, il fait partie du groupe des 120 Martyrs de Chine ; fêté en Alsace (mémoire facultative) le 19 juin, ou le 9 juillet avec les martyrs de Chine[11]
- Bienheureux Charles de Foucauld (15 septembre 1858 à Strasbourg – 1er décembre 1916 à Tamanrasset en Algérie), bienheureux, français, né en Alsace à Strasbourg ; d'une grande et riche famille d'aristocrate, il se fait baptiser à l'église Saint-Pierre-le-Jeune (qui était encore alors un simultaneum) située rue de la nuée-bleue à Strasbourg, il vit ses six premières années à Wissembourg puis regagne Strasbourg où, après la mort de ses parents, il est élevé par ses grands-parents, il étudie à Strasbourg jusqu'au lycée, et passe tous ses étés au château de Birkenwald qui appartenait à sa famille maternelle ainsi qu'à Saverne, jusqu'en 1870, où, à 12 ans, il quitte l'Alsace pour Nancy quand l'Alsace devient allemande[105] ; après des études à l'école militaire de Saint-Cyr, une vie dissolue et un passage dans la vie militaire de 1876 à 1882, il redécouvre la foi à 28 ans, se convertit soudainement, et devient moine trappiste, il est ordonné prêtre en 1901, puis devient missionnaire, ermite, apôtre des Touareg dans l'actuelle Algérie, où son appel est de vivre tel un "frère universel" pour les plus éloignés de la foi chrétienne ; il est assassiné en 1916 ; il inspire la création de dix congrégations religieuses et huit associations de vie spirituelle dans le monde ; fêté en Alsace (mémoire facultative) le 1er décembre[11]

### Martyrs durant la Seconde guerre mondiale
Nombre de prêtres, religieux, laïcs sont arrêtés par les nazis durant la seconde guerre mondiale, leur foi les ayant souvent conduit à s'opposer au régime totalitaire, dans des sermons ou en actes, à dénoncer les injustices et à prendre la défense des plus faibles. Parmi les 2720 religieux déportés à Dachau, 1034 sont morts (40%). Le premier prêtre français à y mourir est un alsacien :
- François-Xavier Scherer, prêtre spiritain, né à Guebwiller, est le premier prêtre français à mourir à Dachau le 17 septembre 1942[106].

### Autres figures d'Église liées à l'Alsace à cette période
- Paul Blanck (11 octobre 1809 à Turckheim – 1873), il fonde en 1845 à Gueberschwihr, dans l'ancien prieuré des bénédictins de Saint-Marc, la première communauté des sœurs qu'il confie à Saint-Joseph ; elles ont comme mission l'Adoration perpétuelle de Jésus Eucharistie et le service des pauvres ; les religieuses sont originaires du pays de Bade, de la Suisse et de l’Alsace ; au fil du temps, Dieu les conduira depuis de la France vers l’Allemagne, la Suisse, l’Amérique, puis l’Inde, l’Ukraine, l’Afrique et les Philippines[107]
- Théodore Ratisbonne (28 décembre 1802 à Strasbourg – 10 janvier 1884 à Paris), prêtre français d'origine juive (issu d'une famille de banquiers juifs de Strasbourg, petit-fils de Cerf Beer), converti au catholicisme ; prédicateur, écrivain, directeur de l'archiconfrérie des Mères chrétiennes, fondateur en 1843 de la Congrégation de Notre-Dame de Sion avec l'aide de son frère cadet, Alphonse Ratisbonne ; il fut aussi le directeur spirituel du père Hermann Cohen
- Alphonse Ratisbonne (1er mai 1814 à Strasbourg – 6 mai 1884 à Ein Karem à Jérusalem), prêtre et missionnaire d'origine juive, dont la conversion fit un grand bruit à l'époque ; après sa conversion, il entre chez les jésuites, et seconde son frère Théodore Ratisbonne (lui aussi converti au catholicisme) pour développer la Congrégation de Notre-Dame de Sion ; il fonde aussi plusieurs monastères et orphelinats en Palestine
- André Raess (6 avril 1794 à Sigolsheim - 17 novembre 1887 à Strasbourg), ordonné prêtre le 31 août 1816, directeur du grand séminaire de Strasbourg de 1830 à 1836, consacré évêque le 14 février 1841, nommé d'abord évêque coadjuteur, il devient évêque de Strasbourg le 27 août 1842 et est le premier évêque alsacien depuis 1375 ; favorable au mouvement ultramontain, il défend l'infaillibilité pontificale, participa au 1er concile œcuménique Vatican I ; il fait un travail pastoral remarquable avec une grand popularité ; Député au Reichstag, d'abord protestataire, et sa popularité baisse significativement quand il déclara au Reichstag en 1874 que le traité de Francfort de l'annexion de l'Alsace-Lorraine était reconnu par les catholiques et les protestants de la région[108]
- Sœur Marguerite du Saint-Sacrement née Joséphine Jenner (1849-1909), religieuse carmélite, originaire de Haguenau, elle prononce ses vœux au Carmel d'Amiens en 1872 ; son père, l'aubergiste "A l'Ange", Dominique Jenner, désirait la création d'un Carmel à Marienthal, et pour ce faire, il avait acquis en 1886 un terrain dans la "forêt sainte" de Haguenau (où s'étaient retirés en ermite Albert de Haguenau et plusieurs disciples), à côté du prieuré dont l'histoire remonte à 1240 et qui est toujours un grand lieu de pèlerinage dans la région, puis il obtient l'accord pour la construction le 15 octobre 1886 ; la première pierre est posée le 18 avril 1887, supervisant lui-même les travaux, et le Carmel de Marienthal est fondé et érigé canoniquement le 15 (ou 25 ?) octobre 1887 et est dédié à l'Amour délaissé du Cœur de Jésus ; l'évêque de Strasbourg, Fritzen attribue alors la charge de prieure à Sœur Marguerite, fille de Dominique Jenner alors carmélite à Amiens : Sœur Marguerite est bientôt rejointe par deux carmélites venues de Bavière et deux postulantes alsaciennes ; l'église, construite vers 1890, y est consacrée en 14 novembre 1895, et les bâtiments conventuels le 17 juin 1903 ; le peintre Joseph Asal qui y trouva refuge y décora l'intérieur de la chapelle huit années durant de 1910 à 1919[109],[110]
- Jacques-Emile Sontag (6 juin 1869 à Dinsheim - 31 juillet 1918 à Oumnia en Perse), missionnaire alsacien, archevêque latin d'Ispahan en Perse, martyr durant les massacres assyro-chaldéens par les Ottomans ; il entre chez les Lazaristes, est envoyé en Perse (Iran actuel) où il est successivement enseignant, directeur du collège Saint-Louis de Téhéran, supérieur de la mission des lazaristes, Délégué Apostolique de la Perse et Archevêque d’Ispahan, avec Ourmia pour lieu de résidence ; en 1918, durant la première guerre mondiale, le retrait des troupes russes de cette contrée entraîne l’arrivée de celles des Ottomans, et, dans la nuit du 30 au 31 juillet 1918, 60 000 chrétiens doivent quitter précipitamment la ville d’Ourmia et prendre la fuite ; Sontag pensait pouvoir intercéder en faveur des femmes et enfants chaldéens qui ne purent prendre la route de l’exil et resta auprès d’eux, mais il fut exécuté le jour même, le 31 juillet, tout comme Adou, l’évêque Chaldéen de la ville, une dizaine de prêtres et 2 000 chrétiens, tous massacrés[111].
- Henri Cetty (4 juillet 1847 à Colmar - 17 novembre 1918 à Mulhouse), ordonné prêtre en août 1872, représentant du catholicisme social et sociologue ; étudiant au Grand séminaire de Strasbourg, il collabore déjà avec le Volksfreund et la Revue catholique d'Alsace ; curé de la paroisse ouvrière Saint-Joseph de Mulhouse de février 1889 à sa mort en 1918, il fit construire l'église saint-Fridolin érigée en paroisse en 1906 ; il devient chanoine honoraire de la cathédrale de Strasbourg le 8 mai 1900 ; il a une influence décisive par ses écrits et ses réalisations sur le catholicisme alsacien, toujours à la recherche de solutions concrètes pour la question sociale de son temps ; il analyse en sociologue la crise de la famille ouvrière (publications : La famille ouvrière en Alsace, 1883 ; Le mariage dans les classes ouvrières, 1885), où il intègre toutes les dimensions, à la fois morales et religieuses, mais aussi sociales, politiques et économiques pour peser la responsabilité des conditions de travail dans l'industrie sur les situations familiales ; il soutient une intervention législative de l’État (exemples de mesures : interdiction du travail des femmes, du travail de nuit des enfants et des jeunes filles, repos dominical), mais, surtout, comme curé, il encourage et réalise le développement d’associations catholiques en faveur de la famille ; il va plus loin dans ses considérations en revendiquant le droit des ouvriers à un salaire juste et à la propriété (publication : l'Esquisse d’un programme social chrétien, en 1896) ; il s'intéresse aussi au sort des paysans qui s'appauvrissent et des pauvres qui migrent vers les villes (publication : Le paysan alsacien, en 1884) ; il encourage la multiplication des caisses mutuelles de dépôts et de prêts, plutôt que des mesures douanières et fiscales ; enfin, dans sa paroisse Saint Joseph à Mulhouse, il met en œuvre sur le terrain ses propositions : création dès 1889 de congrégations d’hommes, de jeunes gens, de jeunes filles et de mères chrétiennes pour encourager la pratique religieuse, création d'un Cercle d’hommes en 1891 et d'un Cercle de jeunes gens en 1892 qui faisaient à la fois des activités coopératives (achat de pain, de vin, de charbon), des loisirs (musique, théâtre, sport) et de la formation professionnelle ; il créa lui-même un bureau de placement et une caisse mutuelle de dépôts et de prêts pour favoriser l'épargne et permettre l'accès à la propriété par l'achat d'un logement (cette caisse financera de 1897 à 1909 la construction de près de 1 500 logements ouvriers !) ; Les institutions sociales de Cetty servirent de modèle en Alsace et bien au-delà[112],[113]
- Paul Müller-Simonis (9 juillet 1862 à Muhlbach-sur-Bruche - 23 septembre 1930 à Strasbourg), prêtre, journaliste et voyageur alsacien ; directeur du journal L'Elsaesser de 1892 à 1918, constructeur de maisons d'associations catholiques, fondateur de la Caritas en Alsace et président diocésain de Caritas, fondateur de l'Elsass-Lothringische Landespartei, vioce-président du Wahlverin der Katholischen Volkspartei, secrétaire de l'Augustinus-Verein
- Xavier Haegy (2 décembre 1870 à Hirsingue - 11 mai 1932 à Colmar), prêtre, journaliste, homme politique alsacien ; éloigné des milieux mondains, il avait du succès auprès des milieux populaires ; rédacteur en chef de l'Oberelsässische Landeszeitung ; intransigeant sur le dogme, mais ouvert aux questions sociales, et promoteur du syndicalisme catholique ; même si, par son attitude cléricale, il était en opposition avec les protestants et les catholiques libéraux, il combattit la politique d'assimilation et de déconfessionnalisation des écoles menées par les autorités parisiennes après la réintégration de l'Alsace à la France de 1918 ; défenseur du régionalisme, il crée en 1921 la revue mensuelle Die Heimat

## Saints liés à l'Alsace de l'époque contemporaine (1945 à aujourd'hui)

### Reconnus officiellement saints/bienheureux par l'Église catholique
- Bienheureux Charles-Marie-Christian de Chergé (18 janvier 1927 à Colmar - 21 mai 1996 en Algérie), né en Alsace à Colmar, prêtre, moine cistercien trappiste, faisant partie des 7 moines de Tibhirine vivant en Algérie pris en otage et assassinés en 1996, engagé dans le dialogue entre chrétiens et musulmans, du groupe des 19 martyrs d'Algérie en 1994-1996 ; béatifié le 8 décembre 2018[114] ; fêté le 21 mai
- Saint Jean-Paul II ou Karol Józef Wojtyła (18 mai 1920 à Wadowice en Pologne - 2 avril 2005 au Vatican), 264e pape de l'Église catholique (du 16 octobre 1978 à sa mort) ; en 1972, il vient déjà comme cardinal en Alsace en pèlerinage à la basilique pontificale de Marienthal, pèlerinage de cœur de la reine franco-polonaise Maria Leczinska, où est aujourd'hui conservée depuis 2013 une relique du sang du saint pape défunt[115],[116] ; il a un attachement particulier pour la France qu'il visite 8 fois comme pape, dont son 4e voyage fut l'Alsace et la Lorraine du 8 au 11 octobre 1988[117] ; le 8 octobre, à Strasbourg, il rencontre le président de la république François Mitterrand qui l'accueille à l'aéroport d'Entzheim[118], se rend au siège du Conseil de l'Europe[119] puis à la Cour européenne des droits de l'homme[120], avant de célébrer la messe à la cathédrale de Strasbourg, et de rencontrer le soir des jeunes de toute l'Europe au stade de la Meinau[121] ; le 9 octobre, il visite le Centre Braille de Strasbourg[122], célèbre la messe au stade de la Meinau, rencontre les bateliers et les travailleurs du port sur le Rhin[123], prononce un discours à l'occasion du bimillénaire de la fondation de Strasbourg[124], rencontre les représentants de la communauté israélite[125], et participe à une célébration œcuménique dans l'Église Réformée de Saint-Thomas à Strasbourg[126] ; le 11 octobre, il se rend au sanctuaire du Mont-Sainte-Odile et y rencontre les religieux d'Alsace[127], visite le Parlement européen à Strasbourg[128], se rend à Mulhouse, avant de prononcer un dernier discours avec son départ à l'aéroport de Bâle-Mulhouse[129] ; à l'occasion de ce voyage apostolique, il souligne à nouveau l'importance de Strasbourg sur le plan ecclésial, ayant lui-même élevé le diocèse de Strasbourg à la dignité d'archidiocèse par la constitution apostolique Antiquissima ipsa du 1er juin 1988 ; béatifié le 1er mai 2011, canonisé le 27 avril 2014 ; il est ajouté au propre diocésain de l'archevêché de Strasbourg ; fêté en Alsace (mémoire facultative) le 22 octobre[11].

### Autres figures d'Église liées à l'Alsace à cette période
- Paul Biechy (28 juin 1887 à Hattstatt - 8 juillet 1960 à Strasbourg), missionnaire spiritain, ordonné prêtre en 1912, d'abord envoyé au Nigéria de 1913 à 1930, puis consacré évêque et nommé en 1936 vicaire apostolique de Brazzville au Congo jusqu'en 1954, il y développa la catéchèse et l'action catholique, fonda sept paroisses à Brazzaville, fit bâtir nombre d'écoles et de séminaires, grand voyageur pour de nombreuses visites pastorales, atteint d'un cancer, il rentre en France où il meurt à la clinique Sainte-Odile de Strasbourg-Neudorf[130],[131]
- Aloyse Gerber ou Père Marie-Joseph (27 février 1907 à Eckbolsheim - 27 juillet 1993 à Bitche), prêtre, capucin, apôtre de l'Ordre Franciscain Séculier ; procès pour la reconnaissance de l'héroïcité des vertus (vénérable) en cours[132]
- Yves Congar ou Marie-Joseph Congar en religion (13 avril 1904 à Sedan - 22 juin 1995 à Paris), religieux, prêtre dominicain, considéré comme l'un des plus influents théologiens catholiques du XXe siècle, notamment connu pour ses travaux en ecclésiologie et en œcuménisme ; son ouvrage Vraie et fausse réforme dans l'Église a certainement contribué à la possibilité même de la tenue de Vatican II ; Congar, dans la tourmente vis-à-vis des autorités romaines, sera sous le joug de la censure dès 1946 dans la période d'après-guerre ; fin 1956, il est assigné au convent dominicain de Strasbourg où, sous la protection de l'évêque de Strasbourg et exégète sulpicien Jean-Julien Weber, privé du droit d'enseignement à la faculté de théologie, il publie plusieurs ouvrages pour une réforme de l'église et mène une activité pastorale ; réhabilité en 1960 lorsqu'il est nommé consulteur pour la commission théologique préparatoire du concile Vatican II annoncé par Jean XXIII, il part pour Rome en 1960 en compagnie de Henri de Lubac, où il participe ensuite aux travaux du concile Vatican II (1962-1965) comme expert ; il sera définitivement libéré de toute suspicion à partir de 1963 ; il est créé cardinal par le pape Jean-Paul II en 1994, et décède en 1995.
- Pierre Bockel (3 octobre 1914 à Saint-Amarin - 13 août 1995 à Strasbourg), prêtre catholique, résistant, théologien, écrivain et journaliste ; il commence comme séminariste son activité dans la résistance durant la seconde guerre mondiale, et sera ordonné prêtre le 24 juin 1943 à Lyon ; il intègre le Réseau « 7e colonne d'Alsace » fondé par Paul Dungler (membre de l'Action française) qui deviendra le "Réseau Martial" (ce réseau organisera l'évasion du général Giraud en 1942) ; il intègre aussi le réseau qui avec le père jésuite Pierre Chaillet rédige et diffuse clandestinement depuis 1941 les "Cahiers du Témoignages chrétien" dont la devise est "Vérité et justice quoi qu'il en coûte !", et il y rédigera notamment les volumes XX-XXIII intitulés Alsace et Lorraine, terres françaises qui paraîtront en octobre 1943 tirés clandestinement à des dizaines de milliers d'exemplaires ; en 1944-1945, il est l'aumônier de la Brigade Alsace-Lorraine auprès d'André Malraux, où il participe à plusieurs actes de sabotage et à combats violents ; il sera le fondateur et directeur de la revue Bible et Terre sainte (qui deviendra en 1977 Le Monde de la Bible), aumônier des étudiants à Strasbourg de 1953 à 1968, archiprêtre de la cathédrale de Strasbourg de 1967 à 1986, chanoine titulaire du chapitre de la Cathédrale de Strasbourg, prélat d'honneur de sa sainteté ; il est honoré comme "juste parmi les nations" en 1988 par l'État d'Israël
- François-Xavier Durrwell (26 janvier 1912 à Soultz-Haut-Rhin - 15 octobre 2005 à Ostwald), prêtre rédemptoriste, il fait ses vœux le 8 septembre 1931 et est ordonné prêtre le 2 août 1936, il étudie à l'université grégorienne de Rome, puis à l'Institut biblique de Jérusalem de 1937 à 1940, il sera supérieur provincial de Strasbourg de 1971 à 1984 ; il enseigna à l'institut Lumen Vitae de Bruxelles de 1961 à 1971 puis au CAEPR de Metz de 1971 à 1984 ; comme théologien, il a joué un rôle déterminant dans la théologie catholique au milieu du XXe siècle par la mise en valeur de la centralité de la Pâque du Christ, et aura un impact sur la théologie du concile Vatican II ; sa principale publication est La Résurrection du Christ, mystère du salut, livre de théologie biblique devenu un classique ; il a prêché d’innombrables retraites spirituelles pour tous types de public jusqu'aux dernières années de sa vie.